# Rosie Casals
Pour les articles homonymes, voir Casals.
Rosemary « Rosie » Casals, née le 16 septembre 1948 à San Francisco en Californie, est une joueuse de tennis américaine.
Active dès les débuts de l'ère Open en 1968, elle a joué au plus haut niveau jusqu'à la fin des années 1980, s'illustrant plus particulièrement dans les épreuves de double dames (plus de 110 titres, dont neuf en Grand Chelem).
En 1970, avec huit autres joueuses, les Original 9, elle a participé à la création du tout premier circuit professionnel de tennis féminin autonome (futur WTA Tour). Le 23 septembre, elle a battu Billie Jean King en finale à l'occasion du tournoi de Houston, première épreuve de ce nouveau circuit.
En simple, elle a atteint deux finales consécutives à l'US Open, en 1970 et 1971, respectivement battue par Margaret Smith Court et Billie Jean King.
Six fois, elle a fait partie de l'équipe américaine victorieuse de la Coupe de la Fédération en finale, la première en 1967 et la dernière en 1981.
Elle est membre du International Tennis Hall of Fame depuis 1996.

## Palmarès (partiel)

### Titres en simple dames
| No | Date       | Nom et lieu du tournoi                                  | Catégorie   | Dotation | Surface         | Finaliste           | Score           |          |
| -- | ---------- | ------------------------------------------------------- | ----------- | -------- | --------------- | ------------------- | --------------- | -------- |
| 1  | 1965       | US Hard Court Championships, Sacramento                 |             | NC       | Dur (ext.)      | NC                  | NC              |          |
| 2  | 29-01-1967 | Wills International, Auckland                           |             | NC       | Gazon (ext.)    | Françoise Dürr      | 6-2, 7-5        | Parcours |
| 3  | 14-09-1968 | Pacific Southwest Championships, Los Angeles            |             | NC       | Dur (int.)      | Maria Bueno         | 6-4, 6-1        | Parcours |
| 4  | 13-10-1969 | Professional Tournament of Sherwood Center, Walla Walla |             | NC       | NC              | Billie Jean King    | 8-6             |          |
| 5  | 13-07-1970 | Swiss Open Championships, Gstaad                        |             | NC       | Terre (ext.)    | Françoise Dürr      | 6-2, 5-7, 6-2   | Parcours |
| 6  | 19-07-1970 | Western Open Championships, Cincinnati                  |             | NC       | Terre (ext.)    | Nancy Richey        | 6-3, 6-3        | Parcours |
| 7  | 21-09-1970 | Virginia Slims Invitational, Houston                    |             | 7 500 $  | Terre (ext.)    | Judy Tegart-Dalton  | 5-7, 6-1, 7-5   | Parcours |
| 8  | 09-02-1971 | Indoor Championships, Philadelphie                      | VS Tour     | 12 500 $ | Dur (int.)      | Françoise Dürr      | 6-3, 3-6, 6-2   | Parcours |
| 9  | 24-03-1971 | Virginia Slims of New York, New York                    | VS Tour     | 15 000 $ | Moquette (int.) | Billie Jean King    | 6-4, 6-4        | Parcours |
| 10 | 20-09-1971 | Pepsi Pacific Southwest Championships, Los Angeles      | Grand Prix  | 18 000 $ | Dur (ext.)      | Billie Jean King    | 6-6, n.f.       | Parcours |
| 11 | 19-01-1972 | Independent Press-Telegram Champs, Long Beach           | WT Pro Tour | 17 000 $ | Dur (ext.)      | Françoise Dürr      | 6-2, 6-74, 6-3  | Parcours |
| 12 | 16-02-1972 | Virginia Slims of Oklahoma, Oklahoma City               | WT Pro Tour | 20 000 $ | Moquette (int.) | Valerie Ziegenfuss  | 6-4, 6-1        | Parcours |
| 13 | 01-08-1972 | Virginia Slims of Columbus, Columbus (GA)               |             | 25 500 $ | Terre (ext.)    | Françoise Dürr      | 6-72, 7-60, 6-0 | Parcours |
| 14 | 30-04-1973 | Family Circle Cup, Hilton Head                          |             | 90 000 $ | Terre (ext.)    | Nancy Richey-Gunter | 3-6, 6-1, 7-5   | Parcours |
| 15 | 10-09-1973 | Missouri Coca-Cola International, St Louis              |             | 30 000 $ | NC              | Karen Krantzcke     | 6-4, 6-7, 6-0   |          |
| 16 | 23-11-1973 | Lady Baltimore Tournament, Baltimore                    |             | 20 000 $ | Moquette (int.) | Billie Jean King    | 3-6, 7-63, 6-4  | Parcours |

### Finales en simple dames
| No | Date       | Nom et lieu du tournoi                                   | Catégorie   | Dotation  | Surface         | Vainqueure           | Score          |          |
| -- | ---------- | -------------------------------------------------------- | ----------- | --------- | --------------- | -------------------- | -------------- | -------- |
| 1  | 17-05-1965 | California State Championships, Portola Valley           |             | NC        | Dur (ext.)      | Billie Jean Moffitt  | 6-2, 8-6       | Parcours |
| 2  | 27-09-1965 | Pacific Coast Championships, Berkeley                    |             | NC        | Dur (ext.)      | Judy Tegart          | 6-4, 3-6, 7-5  | Parcours |
| 3  | 21-04-1966 | Ojai Valley Tennis Tournament, Ojai Valley               |             | NC        | Dur (ext.)      | Billie Jean King     | 6-2, 6-4       | Parcours |
| 4  | 25-07-1966 | Eastern Grass Court Championships, South Orange          |             | NC        | Gazon (ext.)    | Donna Floyd Fales    | 5-7, 6-3, 6-0  | Parcours |
| 5  | 26-09-1966 | Pacific Coast Championships, Berkeley                    |             | NC        | Dur (ext.)      | Maria Bueno          | 6-4, 2-6, 6-1  | Parcours |
| 6  | 02-01-1967 | Western Australian Championships, Perth                  |             | NC        | Gazon (ext.)    | Françoise Dürr       | 4-6, 7-5, 6-3  | Parcours |
| 7  | 01-05-1967 | California State Championships, Portola Valley (CA)      |             | NC        | Dur (ext.)      | Billie Jean King     | 6-1, 6-3       | Parcours |
| 8  | 17-07-1967 | Swedish International, Båstad                            |             | NC        | Terre (ext.)    | Françoise Dürr       | 7-5, 2-6, 6-2  |          |
| 9  | 18-09-1967 | Pacific Southwest Championships, Los Angeles             |             | NC        | Dur (int.)      | Billie Jean King     | 6-0, 6-4       | Parcours |
| 10 | 30-10-1967 | South American Championships, Buenos Aires               |             | NC        | Terre (ext.)    | Billie Jean King     | 6-3, 3-6, 6-2  | Parcours |
| 11 | 20-02-1968 | US Indoors, Winchester                                   |             | NC        | Moquette (int.) | Billie Jean King     | 6-3, 9-7       | Parcours |
| 12 | 26-02-1968 | Long Island Indoors, Brookville                          |             | NC        | Moquette (int.) | Billie Jean King     | NC             |          |
| 13 | 14-04-1968 | National Tennis League Professional Tour, Cannes         |             | NC        | Terre (ext.)    | Billie Jean King     | 10-6           | Parcours |
| 14 | 10-08-1968 | Masters Tournament, Binghamton                           |             | NC        | NC              | Billie Jean King     | 10-8, 6-4      | Parcours |
| 15 | 13-01-1969 | AMPOL New South Wales Open, Sydney                       |             | 27750 $   | Gazon (ext.)    | Margaret Smith Court | 6-1, 6-2       | Parcours |
| 16 | 22-07-1969 | Swiss Open Championships, Gstaad                         |             | NC        | Terre (ext.)    | Françoise Dürr       | 6-4, 4-6, 6-2  | Parcours |
| 17 | 05-08-1969 | St. Louis Pros, St Louis                                 |             | NC        | Moquette (int.) | Billie Jean King     | 6-4, 6-2       | Parcours |
| 18 | 08-09-1969 | Cal-Neva Professional Tennis Tournament, Incline Village |             | NC        | NC              | Billie Jean King     | 6-0, 6-4       |          |
| 19 | 04-10-1969 | Midland Pros, Midland                                    |             | NC        | NC              | Billie Jean King     | 6-3, 6-3       | Parcours |
| 20 | 06-04-1970 | Cape Town Exhibition, Rondebosch                         |             | NC        | Dur (ext.)      | Billie Jean King     | 6-1, 6-0       |          |
| 21 | 10-08-1970 | Rothmans Canadian Open, Toronto                          |             | NC        | Terre (ext.)    | Margaret Smith Court | 6-8, 6-4, 6-4  | Parcours |
| 22 | 02-09-1970 | US Open, Forest Hills                                    | G. Chelem   | 176 000 $ | Gazon (ext.)    | Margaret Smith Court | 6-2, 2-6, 6-1  | Parcours |
| 23 | 28-09-1970 | Pacific Coast Championships, Berkeley                    |             | NC        | Dur (ext.)      | Nancy Richey         | 7-6, 6-4       | Parcours |
| 24 | 06-01-1971 | British Motor Cars Invitation, San Francisco             | VS Tour     | 15 200 $  | Dur (int.)      | Billie Jean King     | 6-3, 6-4       | Parcours |
| 25 | 14-01-1971 | BJ King Invitation, Long Beach                           | VS Tour     | 14 000 $  | Dur (int.)      | Billie Jean King     | 6-1, 6-2       | Parcours |
| 26 | 21-01-1971 | Virginia Slims of Milwaukee, Milwaukee                   | VS Tour     | 12 500 $  | NC              | Billie Jean King     | 6-3, 6-2       | Parcours |
| 27 | 25-01-1971 | Virginia Slims of Oklahoma, Oklahoma City                | VS Tour     | 12 500 $  | Dur (int.)      | Billie Jean King     | 1-6, 7-6, 6-4  | Parcours |
| 28 | 26-02-1971 | Virginia Slims Nationals, Winchester                     | VS Tour     | 12 500 $  | NC              | Billie Jean King     | 4-6, 6-2, 6-3  | Parcours |
| 29 | 18-03-1971 | Virginia Slims US Indoors, Détroit                       | VS Tour     | 15 600 $  | Moquette (int.) | Billie Jean King     | 3-6, 6-1, 6-2  | Parcours |
| 30 | 22-04-1971 | Virginia Slims of San Diego, San Diego                   | VS Tour     | 12 400 $  | Dur (ext.)      | Billie Jean King     | 3-6, 7-5, 6-1  | Parcours |
| 31 | 12-07-1971 | Rothmans North of England Champ's, Hoylake               |             | 10 000 $  | Gazon (ext.)    | Billie Jean King     | 6-3, 6-3       | Parcours |
| 32 | 28-07-1971 | Ford Capri Womens Tournament, Venise                     |             | 20 000 $  | Terre (ext.)    | Helga Masthoff       | 3-6, 6-4, 6-3  | Parcours |
| 33 | 01-09-1971 | US Open, Forest Hills                                    | G. Chelem   | 80 000 $  | Gazon (ext.)    | Billie Jean King     | 6-4, 7-6       | Parcours |
| 34 | 14-09-1971 | Virginia Slims Invitational, Louisville                  | WT Pro Tour | 20 000 $  | Terre (ext.)    | Billie Jean King     | 6-1, 4-6, 6-3  | Parcours |
| 35 | 27-09-1971 | Virginia Slims Thunderbird Classic, Phoenix              | VS Tour     | 20 000 $  | Dur (int.)      | Billie Jean King     | 7-5, 6-1       | Parcours |
| 36 | 28-02-1972 | K-Mart International, Birmingham (MI)                    | WT Pro Tour | 15 000 $  | Moquette (int.) | Kerry Melville       | 6-3, 6-74, 6-4 | Parcours |
| 37 | 07-12-1972 | Clean Air Classic, New York                              |             | 15 000 $  | Moquette (int.) | Virginia Wade        | 6-3, 6-3       |          |
| 38 | 19-02-1973 | Virginia Slims of Indianapolis, Indianapolis             |             | 35 000 $  | Moquette (int.) | Billie Jean King     | 5-7, 6-2, 6-4  | Parcours |
| 39 | 16-04-1973 | Virginia Slims of Jacksonville, Jacksonville             |             | 25 000 $  | Terre (ext.)    | Margaret Smith Court | 5-7, 6-3, 6-1  | Parcours |
| 40 | 17-09-1973 | Virginia Slims of Houston, Houston                       |             | 30 000 $  | Moquette (int.) | Françoise Dürr       | 6-4, 1-6, 6-4  | Parcours |
| 41 | 20-02-1974 | Virginia Slims of Detroit, Détroit                       | VS Tour     | 50 000 $  | Moquette (int.) | Billie Jean King     | 6-1, 6-1       | Parcours |
| 42 | 25-02-1974 | Virginia Slims of Chicago, Chicago                       | VS Tour     | 50 000 $  | Moquette (int.) | Virginia Wade        | 2-6, 6-4, 6-1  | Parcours |
| 43 | 18-11-1974 | Gunze Tournament, Hirakata                               |             | NC        | Moquette (int.) | Chris Evert          | 6-0, 6-2       | Parcours |
| 44 | 17-02-1976 | Virginia Slims of Detroit, Détroit                       |             | 75 000 $  | Moquette (int.) | Chris Evert          | 6-4, 6-2       | Parcours |
| 45 | 23-01-1978 | Virginia Slims of Los Angeles, Los Angeles               |             | 100 000 $ | Dur (int.)      | Martina Navrátilová  | 6-3, 6-2       | Parcours |

### Titres en double dames
| No  | Date       | Nom et lieu du tournoi                            | Catégorie      | Dotation  | Surface         | Partenaire           | Finalistes                              | Score           |          |
| --- | ---------- | ------------------------------------------------- | -------------- | --------- | --------------- | -------------------- | --------------------------------------- | --------------- | -------- |
| 1   | 29-09-1964 | Pacific Southwest Championships Los Angeles       |                | NC        | Dur (ext.)      | Margaret Fredericks  | Kathy Blake Kathleen Harter             | 6-3, 3-6, 7-5   | Parcours |
| 2   | 17-05-1965 | California State Championships Portola Valley     |                | NC        | Dur (ext.)      | Cecilia Martinez     | Kathleen Harter Sue Shrader             | 6-4, 1-6, 6-4   | Parcours |
| 3   | 15-02-1966 | US Indoor Women's Championships Chestnut Hill     |                | NC        | Moquette (int.) | Billie Jean King     | Justina Bricka Carol Hanks              | 3-6, 6-4, 6-2   | Parcours |
| 4   | 21-04-1966 | Ojai Valley Tennis Tournament Ojai Valley         |                | NC        | Dur (ext.)      | Billie Jean King     | Lynn Abbes Carole Loop                  | 6-3, 6-1        | Parcours |
| 5   | 16-05-1966 | USLTA Hard Courts La Jolla                        |                | NC        | Dur (ext.)      | Billie Jean King     | Dorothy Bundy Nancy Richey              | 6-2, 6-4        | Parcours |
| 6   | 24-05-1966 | Tulsa Invitation Oklahoma City                    |                | NC        | Terre (ext.)    | Billie Jean King     | Carol Hanks Justina Bricka              | 4-6, 6-3, 8-6   | Parcours |
| 7   | 25-07-1966 | Eastern Grass Court Championships South Orange    |                | NC        | Gazon (ext.)    | Billie Jean King     | Winnie Shaw Virginia Wade               | 15-13, 7-9, 7-5 | Parcours |
| 8   | 26-09-1966 | Pacific Coast Championships Berkeley              |                | NC        | Dur (ext.)      | Judy Tegart          | Winnie Shaw Virginia Wade               | 6-1, 6-4        | Parcours |
| 9   | 29-01-1967 | Wills International Auckland                      |                | NC        | Gazon (ext.)    | Françoise Dürr       | Kerry Melville Gail Sherriff            | 6-4, 10-8       | Parcours |
| 10  | 02-05-1967 | Italian Championships Rome                        |                | NC        | Terre (ext.)    | Lesley Turner        | Sylvana Lazzarino Lea Pericoli          | 7-5, 7-5        | Parcours |
| 11  | 26-06-1967 | The Championships Wimbledon                       | G. Chelem      | NC        | Gazon (ext.)    | Billie Jean King     | Maria Bueno Nancy Richey                | 9-11, 6-4, 6-2  | Parcours |
| 12  | 29-07-1967 | Eastern Grass Court Championships Orange          |                | NC        | Gazon (ext.)    | Billie Jean King     | Mary-Ann Eisel Donna Floyd Fales        | 6-3, 13-15, 6-4 | Parcours |
| 13  | 31-08-1967 | US National Championships Forest Hills            | G. Chelem      | NC        | Gazon (ext.)    | Billie Jean King     | Mary-Ann Eisel Donna Floyd Fales        | 3-6, 6-3, 6-4   | Parcours |
| 14  | 25-09-1967 | Pacific Coast Championships Berkeley              |                | NC        | Dur (ext.)      | Billie Jean King     | Françoise Dürr Judy Tegart              | 6-3, 6-4        | Parcours |
| 15  | 01-01-1968 | Western Australian Championships Perth            |                | NC        | Gazon (ext.)    | Billie Jean King     | Margaret Smith Court Gail Sherriff      | 8-6, 4-6, 6-2   | Parcours |
| 16  | 16-02-1968 | New England Women's Indoors Salem                 |                | NC        | Moquette (int.) | Billie Jean King     | Mary-Ann Eisel Kathleen Harter          | 16-14, 6-3      | Parcours |
| 17  | 20-02-1968 | US Indoors Winchester                             |                | NC        | Moquette (int.) | Billie Jean King     | Mary-Ann Eisel Kathleen Harter          | 6-2, 6-2        | Parcours |
| 18  | 24-06-1968 | The Championships Wimbledon                       | G. Chelem      | NC        | Gazon (ext.)    | Billie Jean King     | Françoise Dürr Ann Haydon-Jones         | 3-6, 6-4, 7-5   | Parcours |
| 19  | 08-07-1968 | Irish Open Championships Dublin                   |                | NC        | Gazon (ext.)    | Ann Haydon-Jones     | Margaret Smith Court Patti Hogan        | 6-3, 7-5        | Parcours |
| 20  | 14-04-1969 | Natal Open Championships Durban                   |                | NC        | Dur (ext.)      | Billie Jean King     | Annette Van Zyl Pat Walkden             | 6-3, 1-6, 6-2   | Parcours |
| 21  | 22-07-1969 | Swiss Open Championships Gstaad                   |                | NC        | Terre (ext.)    | Billie Jean King     | Françoise Dürr Ann Haydon-Jones         | 8-6, 6-3        | Parcours |
| 22  | 22-09-1969 | Pacific Southwest Open Los Angeles                |                | NC        | Dur (int.)      | Billie Jean King     | Françoise Dürr Ann Haydon-Jones         | 6-8, 8-6, 11-9  | Parcours |
| 23  | 23-11-1969 | Scandinavian Open Indoors Stockholm               |                | NC        | Moquette (int.) | Billie Jean King     | Françoise Dürr Julie Heldman            | 6-4, 6-4        | Parcours |
| 24  | 13-02-1970 | Maureen Connolly Memorial Dallas                  |                | 25 000 $  | Moquette (int.) | Billie Jean King     | Mary-Ann Eisel Patti Hogan              | 10-8, 6-3       | Parcours |
| 25  | 22-03-1970 | South African Breweries Open Johannesburg         |                | 45 000 $  | Dur (ext.)      | Billie Jean King     | Karen Krantzcke Kerry Melville          | 6-2, 6-2        | Parcours |
| 26  | 06-04-1970 | Natal Open Championships Durban                   |                | 22 680 $  | Dur (ext.)      | Billie Jean King     | Margaret Smith Court Judy Tegart-Dalton | 7-5, 6-3        | Parcours |
| 27  | 20-04-1970 | Italian Open Rome                                 |                | NC        | Terre (ext.)    | Billie Jean King     | Françoise Dürr Virginia Wade            | 6-2, 3-6, 9-7   | Parcours |
| 28  | 15-06-1970 | Rothmans Open London Championships Londres        |                | NC        | Gazon (ext.)    | Billie Jean King     | Karen Krantzcke Kerry Melville          | 6-4, 6-3        | Parcours |
| 29  | 22-06-1970 | The Championships Wimbledon                       | G. Chelem      | NC        | Gazon (ext.)    | Billie Jean King     | Françoise Dürr Virginia Wade            | 6-2, 6-3        | Parcours |
| 30  | 06-07-1970 | Green Shield Welsh Championships Newport          |                | NC        | Gazon (ext.)    | Judy Tegart-Dalton   | Ann Haydon-Jones Patti Hogan            | 6-3, 6-2        | Parcours |
| 31  | 13-07-1970 | Swiss Open Championships Gstaad                   |                | NC        | Terre (ext.)    | Françoise Dürr       | Helga Masthoff Betty Stöve              | 6-2, 6-2        | Parcours |
| 32  | 19-07-1970 | Western Open Championships Cincinnati             |                | NC        | Terre (ext.)    | Gail Sherriff        | Helen Gourlay Pat Walkden               | 12-10, 6-1      | Parcours |
| 33  | 20-07-1970 | US Clay Court Championships Indianapolis          |                | NC        | Terre (ext.)    | Gail Sherriff        | Helen Gourlay Pat Walkden               | 6-2, 6-2        | Parcours |
| 34  | 10-08-1970 | Rothmans Canadian Open Toronto                    |                | NC        | Terre (ext.)    | Margaret Smith Court | Helen Gourlay Pat Walkden               | 6-0, 6-1        | Parcours |
| 35  | 24-08-1970 | Marlboro Open South Orange                        |                | NC        | Gazon (ext.)    | Virginia Wade        | Gail Sherriff Françoise Dürr            | 6-3, 6-4        | Parcours |
| 36  | 05-11-1970 | Virginia Slims of Richmond Richmond               |                | 8 200 $   | Terre (int.)    | Billie Jean King     | Mary-Ann Eisel Valerie Ziegenfuss       | 6-4, 6-4        | Parcours |
| 37  | 16-11-1970 | Embassy Open Indoor Championships Londres         |                | NC        | Dur (int.)      | Billie Jean King     | Ann Haydon-Jones Virginia Wade          | 6-3, 7-5        | Parcours |
| 38  | 06-01-1971 | British Motor Cars Invitation San Francisco       | VS Tour        | 15 200 $  | Dur (int.)      | Billie Jean King     | Ann Haydon-Jones Françoise Dürr         | 6-4, 6-7, 6-1   | Parcours |
| 39  | 14-01-1971 | BJ King Invitation Long Beach                     | VS Tour        | 14 000 $  | Dur (int.)      | Billie Jean King     | Ann Haydon-Jones Françoise Dürr         | 7-5, 6-3        | Parcours |
| 40  | 21-01-1971 | Virginia Slims of Milwaukee Milwaukee             | VS Tour        | 12 500 $  | NC              | Billie Jean King     | Ann Haydon-Jones Françoise Dürr         | 6-3, 1-6, 6-2   | Parcours |
| 41  | 25-01-1971 | Virginia Slims of Oklahoma Oklahoma City          | VS Tour        | 12 500 $  | Dur (int.)      | Billie Jean King     | Mary-Ann Eisel Valerie Ziegenfuss       | 6-7, 6-0, 7-5   | Parcours |
| 42  | 04-02-1971 | Virginia Slims of Nashville Chattanooga           | VS Tour        | 12 500 $  | NC              | Billie Jean King     | Françoise Dürr Ann Haydon-Jones         | 6-4, 7-5        | Parcours |
| 43  | 09-02-1971 | Indoor Championships Philadelphie                 | VS Tour        | 12 500 $  | Dur (int.)      | Billie Jean King     | NC                                      | Forfait         | Parcours |
| 44  | 26-02-1971 | Virginia Slims Nationals Winchester               | VS Tour        | 12 500 $  | NC              | Billie Jean King     | Françoise Dürr Ann Haydon-Jones         | 6-4, 7-5        | Parcours |
| 45  | 22-04-1971 | Virginia Slims of San Diego San Diego             | VS Tour        | 12 400 $  | Dur (ext.)      | Billie Jean King     | Judy Tegart-Dalton Françoise Dürr       | 6-7, 6-2, 6-3   | Parcours |
| 46  | 10-05-1971 | Bio-Strath London Hard Court Open Hurlingham      | Grand Prix     | 12 360 $  | Terre (ext.)    | Billie Jean King     | Margaret Smith Court Evonne Goolagong   | 6-1, 6-4        | Parcours |
| 47  | 17-05-1971 | German Open Championships Hambourg                | Grand Prix     | 40 000 $  | Terre (ext.)    | Billie Jean King     | Helga Masthoff Heide Schildknecht       | 6-2, 6-1        | Parcours |
| 48  | 14-06-1971 | Rothmans London Grass Court Champ's Londres       | Grand Prix     | 11 500 $  | Gazon (ext.)    | Billie Jean King     | Mary-Ann Eisel Valerie Ziegenfuss       | 6-3, 6-2        | Parcours |
| 49  | 21-06-1971 | The Championships Wimbledon                       | G. Chelem      | NC        | Gazon (ext.)    | Billie Jean King     | Margaret Smith Court Evonne Goolagong   | 6-3, 6-2        | Parcours |
| 50  | 12-07-1971 | Rothmans North of England Champ's Hoylake         |                | 10 000 $  | Gazon (ext.)    | Billie Jean King     | Margaret Smith Court Evonne Goolagong   | Forfait         | Parcours |
| 51  | 19-07-1971 | Head Cup Austrian Championships Kitzbühel         |                | NC        | Terre (ext.)    | Billie Jean King     | Helga Masthoff Heide Schildknecht       | 6-2, 6-4        | Parcours |
| 52  | 28-07-1971 | Ford Capri Womens Tournament Venise               |                | 20 000 $  | Terre (ext.)    | Judy Tegart-Dalton   | Gail Sherriff Françoise Dürr            | 3-6, 6-4, 6-4   | Parcours |
| 53  | 02-08-1971 | Virginia Slims International Houston              | VS Tour        | 40 000 $  | Moquette (int.) | Billie Jean King     | Judy Tegart-Dalton Françoise Dürr       | 6-3, 1-6, 6-2   | Parcours |
| 54  | 09-08-1971 | Rothmans Canadian Open Toronto                    | Grand Prix     | NC        | Terre (ext.)    | Françoise Dürr       | Lesley Turner Evonne Goolagong          | 6-3, 6-2        | Parcours |
| 55  | 01-09-1971 | US Open Forest Hills                              | G. Chelem      | 80 000 $  | Gazon (ext.)    | Judy Tegart-Dalton   | Gail Sherriff Françoise Dürr            | 6-3, 6-3        | Parcours |
| 56  | 20-09-1971 | Pepsi Pacific Southwest Championships Los Angeles | Grand Prix     | 18 000 $  | Dur (ext.)      | Billie Jean King     | Judy Tegart-Dalton Françoise Dürr       | 6-3, 6-2        | Parcours |
| 57  | 27-09-1971 | Virginia Slims Thunderbird Classic Phoenix        | VS Tour        | 20 000 $  | Dur (int.)      | Billie Jean King     | Judy Tegart-Dalton Françoise Dürr       | 6-3, 6-2        | Parcours |
| 58  | 01-12-1971 | Benson and Hedges Open Christchurch               |                | NC        | Gazon (ext.)    | Billie Jean King     | Judy Tegart-Dalton Françoise Dürr       | 6-3, 9-8        | Parcours |
| 59  | 12-01-1972 | British Motor Cars Invitation San Francisco       | VS Tour        | 17 000 $  | Dur (ext.)      | Virginia Wade        | Judy Tegart-Dalton Françoise Dürr       | 6-3, 5-7, 6-2   | Parcours |
| 60  | 19-01-1972 | Independent Press-Telegram Champs Long Beach      | WT Pro Tour    | 17 000 $  | Dur (ext.)      | Virginia Wade        | Helen Gourlay Karen Krantzcke           | 6-4, 5-7, 7-5   | Parcours |
| 61  | 24-01-1972 | Virginia Slims National Indoors Hingham           | WT Pro Tour    | 18 000 $  | Moquette (int.) | Virginia Wade        | Judy Tegart-Dalton Françoise Dürr       | 2-6, 6-3, 7-64  | Parcours |
| 62  | 16-02-1972 | Virginia Slims of Oklahoma Oklahoma City          | WT Pro Tour    | 20 000 $  | Moquette (int.) | Billie Jean King     | Judy Tegart-Dalton Françoise Dürr       | 6-74, 7-62, 6-2 | Parcours |
| 63  | 06-03-1972 | Maureen Connolly Memorial Dallas                  | WT Pro Tour    | 32 775 $  | Moquette (int.) | Billie Jean King     | Judy Tegart-Dalton Françoise Dürr       | 6-3, 4-6, 7-5   | Parcours |
| 64  | 20-03-1972 | Virginia Slims of Richmond Richmond               | WT Pro Tour    | 18 000 $  | Terre (int.)    | Billie Jean King     | Judy Tegart-Dalton Karen Krantzcke      | 7-5, 7-6        | Parcours |
| 65  | 27-03-1972 | Caribe Hilton Invitational San Juan               | WT Pro Tour    | 18 000 $  | Dur (ext.)      | Billie Jean King     | Judy Tegart-Dalton Karen Krantzcke      | 6-2, 6-3        | Parcours |
| 66  | 01-05-1972 | Virginia Slims of Indianapolis Indianapolis       | WT Pro Tour    | 20 000 $  | Moquette (int.) | Karen Krantzcke      | Judy Tegart-Dalton Françoise Dürr       | 6-2, 6-3        | Parcours |
| 67  | 19-06-1972 | Rothmans London Grass Court Champ's Londres       |                | 14 600 $  | Gazon (ext.)    | Billie Jean King     | Brenda Kirk Pat Pretorius               | 5-7, 6-0, 6-2   | Parcours |
| 68  | 27-09-1972 | Virginia Slims Thunderbird Classic Phoenix        | WT Pro Tour    | 25 000 $  | Dur (ext.)      | Wendy Overton        | Françoise Dürr Betty Stöve              | 6-4, 6-3        | Parcours |
| 69  | 23-01-1973 | British Motor Cars of Los Angeles Inglewood       |                | 25 000 $  | Moquette (int.) | Julie Heldman        | Margaret Smith Court Lesley Hunt        | Forfait         | Parcours |
| 70  | 29-01-1973 | Virginia Slims of Washington Bethesda             |                | 25 000 $  | Moquette (int.) | Julie Heldman        | Kerry Harris Kerry Melville             | 6-3, 6-3        | Parcours |
| 71  | 19-02-1973 | Virginia Slims of Indianapolis Indianapolis       |                | 35 000 $  | Moquette (int.) | Billie Jean King     | Margaret Smith Court Lesley Hunt        | 7-6, 6-4        | Parcours |
| 72  | 28-02-1973 | Virginia Slims of Detroit Détroit                 |                | 25 000 $  | Moquette (int.) | Billie Jean King     | Karen Krantzcke Betty Stöve             | 6-3, 3-6, 6-1   | Parcours |
| 73  | 05-03-1973 | Virginia Slims of Chicago Chicago                 |                | 30 000 $  | Moquette (int.) | Billie Jean King     | Karen Krantzcke Betty Stöve             | 6-4, 6-2        | Parcours |
| 74  | 09-04-1973 | Virginia Slims Indoors Boston                     |                | 25 000 $  | Dur (int.)      | Billie Jean King     | Françoise Dürr Betty Stöve              | 6-4, 6-2        | Parcours |
| 75  | 16-04-1973 | Virginia Slims of Jacksonville Jacksonville       |                | 25 000 $  | Terre (ext.)    | Billie Jean King     | Françoise Dürr Betty Stöve              | 7-6, 5-7, 6-3   | Parcours |
| 76  | 03-06-1973 | Gulf Coast Women's Pros Mobile                    |                | NC        | NC              | Billie Jean King     | Françoise Dürr Valerie Ziegenfuss       | 6-3, 4-6, 6-2   | Parcours |
| 77  | 11-06-1973 | John Player Nottingham Open Nottingham            |                | NC        | Gazon (ext.)    | Billie Jean King     | Chris Evert Betty Stöve                 | 6-2, 9-7        | Parcours |
| 78  | 18-06-1973 | Rothmans London Grass Court Champ's Londres       |                | NC        | Gazon (ext.)    | Billie Jean King     | Françoise Dürr Betty Stöve              | 4-6, 6-3, 7-5   | Parcours |
| 79  | 25-06-1973 | The Championships Wimbledon                       | G. Chelem      | NC        | Gazon (ext.)    | Billie Jean King     | Françoise Dürr Betty Stöve              | 6-1, 4-6, 7-5   | Parcours |
| 80  | 30-07-1973 | Denver Majestic Tournament Denver                 | VS Tour        | 30 000 $  | Dur (ext.)      | Billie Jean King     | Françoise Dürr Betty Stöve              | 3-2, n.f.       | Parcours |
| 81  | 15-10-1973 | Virginia Slims Championships Boca Raton           | Masters        | 110 000 $ | Terre (ext.)    | Margaret Smith Court | Françoise Dürr Betty Stöve              | 6-2, 6-4        | Parcours |
| 82  | 23-11-1973 | Lady Baltimore Tournament Baltimore               |                | 20 000 $  | Moquette (int.) | Billie Jean King     | Françoise Dürr Betty Stöve              | 3-6, 6-4, 6-2   | Parcours |
| 83  | 20-02-1974 | Virginia Slims of Detroit Détroit                 | VS Tour        | 50 000 $  | Moquette (int.) | Billie Jean King     | Françoise Dürr Betty Stöve              | 2-6, 6-4, 7-5   | Parcours |
| 84  | 18-03-1974 | Akron Tennis Open Akron                           |                | NC        | Moquette (int.) | Billie Jean King     | Julie Heldman Olga Morozova             | 6-2, 6-4        | Parcours |
| 85  | 22-04-1974 | Virginia Slims of Philadelphia Philadelphie       | VS Tour        | 50 000 $  | Moquette (int.) | Billie Jean King     | Kerry Harris Lesley Hunt                | 6-3, 7-6        | Parcours |
| 86  | 29-04-1974 | Family Circle Cup Hilton Head                     |                | 100 000 $ | Terre (ext.)    | Olga Morozova        | Karen Krantzcke Helen Gourlay           | 6-2, 6-1        | Parcours |
| 87  | 26-08-1974 | US Open Forest Hills                              | G. Chelem      | NC        | Gazon (ext.)    | Billie Jean King     | Françoise Dürr Betty Stöve              | 7-6, 6-7, 6-4   | Parcours |
| 88  | 14-10-1974 | Virginia Slims Championships Los Angeles          | Masters        | 100 000 $ | Moquette (int.) | Billie Jean King     | Françoise Dürr Betty Stöve              | 6-1, 6-7, 7-5   | Parcours |
| 89  | 18-11-1974 | Gunze Tournament Hirakata                         |                | NC        | Moquette (int.) | Lesley Hunt          | Julie Heldman Kazuko Sawamatsu          | 6-3, 6-4        | Parcours |
| 90  | 03-03-1975 | Virginia Slims US Indoors Boston                  | VS Tour        | 75 000 $  | Moquette (int.) | Billie Jean King     | Chris Evert Martina Navrátilová         | 6-3, 6-4        | Parcours |
| 91  | 13-10-1975 | Barnett Bank Classic Orlando                      |                | 50 000 $  | Terre (ext.)    | Wendy Overton        | Chris Evert Martina Navrátilová         | Abandon         | Parcours |
| 92  | 20-10-1975 | World Invitational Tennis Classic Hilton Head     |                | 67 500 $  | Terre (ext.)    | Chris Evert          | Evonne Goolagong Virginia Wade          | 7-5, 6-1        | Parcours |
| 93  | 24-11-1975 | Gunze Open Osaka                                  |                | NC        | Moquette (int.) | Françoise Dürr       | Jeanne Evert Olga Morozova              | 6-3, 6-3        | Parcours |
| 94  | 12-01-1976 | Virginia Slims of Houston Houston                 |                | 75 000 $  | Moquette (int.) | Françoise Dürr       | Chris Evert Martina Navrátilová         | 6-0, 7-5        | Parcours |
| 95  | 13-09-1976 | US Indoors Atlanta                                |                | 60 000 $  | Moquette (int.) | Françoise Dürr       | Betty Stöve Virginia Wade               | 6-0, 6-4        |          |
| 96  | 24-01-1977 | US Indoors Minneapolis                            |                | 100 000 $ | Moquette (int.) | Martina Navrátilová  | Mima Jaušovec Virginia Ruzici           | 6-2, 6-1        | Parcours |
| 97  | 31-01-1977 | Virginia Slims of Seattle Seattle                 |                | 100 000 $ | Moquette (int.) | Chris Evert          | Françoise Dürr Martina Navrátilová      | 6-4, 3-6, 6-3   | Parcours |
| 98  | 07-02-1977 | Virginia Slims of Chicago Chicago                 |                | 100 000 $ | Moquette (int.) | Chris Evert          | Margaret Smith Court Betty Stöve        | 6-3, 6-4        | Parcours |
| 99  | 14-02-1977 | Virginia Slims of Los Angeles Los Angeles         |                | 100 000 $ | Dur (int.)      | Chris Evert          | Martina Navrátilová Betty Stöve         | 6-2, 6-4        | Parcours |
| 100 | 28-03-1977 | Family Circle Cup Hilton Head                     |                | 110 000 $ | Terre (ext.)    | Chris Evert          | Françoise Dürr Virginia Wade            | 6-4, 6-2        | Parcours |
| 101 | 24-10-1977 | Borniquen Classic San Juan                        |                | 35 000 $  | Dur (ext.)      | Billie Jean King     | Linky Boshoff Ilana Kloss               | 4-6, 6-2, 6-3   | Parcours |
| 102 | 09-01-1978 | Virginia Slims of Florida Hollywood               |                | 100 000 $ | Moquette (int.) | Wendy Turnbull       | Françoise Dürr Virginia Wade            | 6-2, 6-4        | Parcours |
| 103 | 08-01-1979 | Avon Championships of California Oakland          |                | 125 000 $ | Moquette (int.) | Chris Evert          | Tracy Austin Betty Stöve                | 3-6, 6-4, 6-3   | Parcours |
| 104 | 29-01-1979 | Avon Championships of Chicago Chicago             |                | 200 000 $ | Moquette (int.) | Betty-Ann Stuart     | Ilana Kloss Greer Stevens               | 3-6, 7-5, 7-5   | Parcours |
| 105 | 12-02-1979 | Avon Championships of Los Angeles Inglewood       |                | 150 000 $ | Moquette (int.) | Chris Evert          | Martina Navrátilová Anne Smith          | 6-4, 1-6, 6-3   | Parcours |
| 106 | 09-04-1979 | Family Circle Cup Hilton Head                     | Colgate Series | 150 000 $ | Terre (ext.)    | Martina Navrátilová  | Françoise Dürr Betty Stöve              | 6-4, 7-5        | Parcours |
| 107 | 21-05-1979 | German Open Berlin                                |                | 100 000 $ | Terre (ext.)    | Wendy Turnbull       | Evonne Goolagong Kerry Reid             | 6-2, 7-5        | Parcours |
| 108 | 30-07-1979 | Wells Fargo Open San Diego                        |                | 75 000 $  | Dur (ext.)      | Martina Navrátilová  | Ann Kiyomura Betty-Ann Stuart           | 3-6, 6-4, 6-2   | Parcours |
| 109 | 28-01-1980 | Avon Championships of Seattle Seattle             |                | 150 000 $ | Moquette (int.) | Wendy Turnbull       | Greer Stevens Virginia Wade             | 6-4, 2-6, 7-5   | Parcours |
| 110 | 04-02-1980 | Avon Championships of Los Angeles Inglewood       |                | 125 000 $ | Moquette (int.) | Martina Navrátilová  | Kathy Jordan Anne Smith                 | 7-6, 6-2        | Parcours |
| 111 | 10-03-1980 | Avon Championships of Boston Boston               |                | 125 000 $ | Moquette (int.) | Wendy Turnbull       | Billie Jean King Ilana Kloss            | 6-4, 7-6        | Parcours |
| 112 | 14-04-1980 | Murjani WTA Championships Amelia Island           |                | 100 000 $ | Terre (ext.)    | Ilana Kloss          | Kathy Jordan Pam Shriver                | 7-6, 7-6        | Parcours |
| 113 | 10-11-1980 | Florida Federal Open Tampa                        |                | 125 000 $ | Dur (ext.)      | Candy Reynolds       | Anne Smith Paula Smith                  | 7-6, 7-5        | Parcours |
| 114 | 07-01-1981 | Colgate Series Championships Washington           | Masters        | 250 000 $ | Moquette (int.) | Wendy Turnbull       | Paula Smith Candy Reynolds              | 6-3, 4-6, 7-6   | Parcours |
| 115 | 02-02-1981 | Avon Championships of Detroit Détroit             |                | 150 000 $ | Moquette (int.) | Wendy Turnbull       | Hana Mandlíková Betty Stöve             | 6-4, 6-2        | Parcours |
| 116 | 09-02-1981 | Avon Championships of California Oakland          |                | 150 000 $ | Moquette (int.) | Wendy Turnbull       | Martina Navrátilová Virginia Wade       | 6-1, 6-4        | Parcours |
| 117 | 23-02-1981 | Avon Championships of Seattle Seattle             |                | 150 000 $ | Moquette (int.) | Wendy Turnbull       | Sue Barker Ann Kiyomura                 | 6-1, 6-4        | Parcours |
| 118 | 06-04-1981 | Family Circle Cup Hilton Head                     |                | 150 000 $ | Terre (ext.)    | Wendy Turnbull       | Mima Jaušovec Pam Shriver               | 7-5, 7-5        | Parcours |
| 119 | 24-08-1981 | Volvo Tennis Cup Mahwah                           |                | 100 000 $ | Dur (ext.)      | Wendy Turnbull       | Candy Reynolds Betty Stöve              | 6-2, 6-1        | Parcours |
| 120 | 05-10-1981 | Florida Federal Open Tampa                        |                | 125 000 $ | Dur (ext.)      | Wendy Turnbull       | Martina Navrátilová Renáta Tomanová     | 6-3, 6-4        | Parcours |
| 121 | 18-01-1982 | Avon Championships of Seattle Seattle             | Champ’s        | 150 000 $ | Moquette (int.) | Wendy Turnbull       | Kathy Jordan Anne Smith                 | 7-5, 6-4        | Parcours |
| 122 | 03-04-1982 | Citizen Cup Palm Beach Gardens                    | Exhibition     | 200 000 $ | Terre (ext.)    | Wendy Turnbull       | Evonne Goolagong Betty Stöve            | 6-1, 7-6        | Parcours |
| 123 | 26-04-1982 | United Airlines Tournament Orlando                | Series 7       | 200 000 $ | Terre (ext.)    | Wendy Turnbull       | Kathy Jordan Anne Smith                 | 6-3, 6-3        | Parcours |
| 124 | 30-08-1982 | US Open Flushing Meadows                          | G. Chelem      | 632 000 $ | Dur (ext.)      | Wendy Turnbull       | Barbara Potter Sharon Walsh             | 6-4, 6-4        | Parcours |
| 125 | 27-09-1982 | US Indoors Philadelphie                           | Series 4       | 125 000 $ | Moquette (int.) | Wendy Turnbull       | Barbara Potter Sharon Walsh             | 3-6, 7-6, 6-4   | Parcours |
| 126 | 06-12-1982 | Central Fidelity Bank International Richmond      | Series 4       | 125 000 $ | Moquette (int.) | Candy Reynolds       | Joanne Russell Virginia Ruzici          | 6-3, 6-4        | Parcours |
| 127 | 15-02-1988 | Virginia Slims of California Oakland              | Tier III       | 250 000 $ | Moquette (int.) | Martina Navrátilová  | Hana Mandlíková Jana Novotná            | 6-4, 6-4        | Parcours |

### Finales en double dames
| No | Date       | Nom et lieu du tournoi                           | Catégorie      | Dotation  | Surface         | Vainqueures                             | Partenaire          | Score           |          |
| -- | ---------- | ------------------------------------------------ | -------------- | --------- | --------------- | --------------------------------------- | ------------------- | --------------- | -------- |
| 1  | 27-09-1965 | Pacific Coast Championships Berkeley             |                | NC        | Dur (ext.)      | Carole Caldwell Judy Tegart             | Cecilia Martinez    | 6-1, 6-2        | Parcours |
| 2  | 01-09-1966 | US National Championships Forest Hills           | G. Chelem      | NC        | Gazon (ext.)    | Maria Bueno Nancy Richey                | Billie Jean King    | 6-3, 6-4        | Parcours |
| 3  | 08-12-1966 | South Australian Championships Adélaïde          |                | NC        | Gazon (ext.)    | Judy Tegart Lesley Turner               | Nancy Richey        | 7-5, 6-4        | Parcours |
| 4  | 02-01-1967 | Western Australian Championships Perth           |                | NC        | Gazon (ext.)    | Françoise Dürr Gail Sherriff            | Nancy Richey        | 4-6, 6-4, 6-0   | Parcours |
| 5  | 27-05-1968 | Internationaux de France Paris                   | G. Chelem      | NC        | Terre (ext.)    | Françoise Dürr Ann Haydon-Jones         | Billie Jean King    | 7-5, 4-6, 6-4   | Parcours |
| 6  | 29-08-1968 | US Open Forest Hills                             | G. Chelem      | NC        | Gazon (ext.)    | Maria Bueno Margaret Smith Court        | Billie Jean King    | 4-6, 9-7, 8-6   | Parcours |
| 7  | 13-01-1969 | AMPOL New South Wales Open Sydney                |                | 27750 $   | Gazon (ext.)    | Margaret Smith Court Judy Tegart        | Billie Jean King    | 15-13, 4-6, 6-3 | Parcours |
| 8  | 20-01-1969 | Australian Open Brisbane                         | G. Chelem      | NC        | Gazon (ext.)    | Margaret Smith Court Judy Tegart        | Billie Jean King    | 6-4, 6-4        | Parcours |
| 9  | 21-04-1969 | Italian Championships Rome                       |                | NC        | Terre (ext.)    | Françoise Dürr Ann Haydon-Jones         | Billie Jean King    | 6-3, 3-6, 6-2   | Parcours |
| 10 | 09-06-1969 | Wills West of England Open Championships Bristol |                | NC        | Gazon (ext.)    | Margaret Smith Court Judy Tegart        | Billie Jean King    | 6-4, 6-2        | Parcours |
| 11 | 07-07-1969 | Carroll's Irish Open Dublin                      |                | NC        | Gazon (ext.)    | Karen Krantzcke Kerry Melville          | Billie Jean King    | 5-7, 6-2, 6-4   | Parcours |
| 12 | 17-11-1969 | British Open Indoors Championships Londres       |                | NC        | Dur (int.)      | Ann Haydon-Jones Virginia Wade          | Billie Jean King    | 6-2, 6-4        | Parcours |
| 13 | 27-04-1970 | British Hard Court Championships Bournemouth     |                | NC        | Terre (ext.)    | Margaret Smith Court Judy Tegart-Dalton | Billie Jean King    | 6-2, 6-8, 7-5   | Parcours |
| 14 | 26-05-1970 | Internationaux de France Paris                   | G. Chelem      | NC        | Terre (ext.)    | Gail Sherriff Françoise Dürr            | Billie Jean King    | 6-1, 3-6, 6-3   | Parcours |
| 15 | 02-09-1970 | US Open Forest Hills                             | G. Chelem      | 176 000 $ | Gazon (ext.)    | Margaret Smith Court Judy Tegart-Dalton | Virginia Wade       | 6-3, 6-4        | Parcours |
| 16 | 12-04-1971 | Caesar’s Palace World Pro Las Vegas              | VS Tour        | 29 200 $  | NC              | Françoise Dürr Ann Haydon-Jones         | Billie Jean King    | 0-6, 6-2, 6-4   | Parcours |
| 17 | 16-08-1971 | Virginia Slims of Chicago Chicago                | VS Tour        | 20 000 $  | Moquette (int.) | Judy Tegart-Dalton Françoise Dürr       | Billie Jean King    | 6-4, 7-6        | Parcours |
| 18 | 28-02-1972 | K-Mart International Birmingham (MI)             | WT Pro Tour    | 15 000 $  | Moquette (int.) | Judy Tegart-Dalton Françoise Dürr       | Kerry Melville      | 6-1, 6-1        | Parcours |
| 19 | 12-06-1972 | W.D. & H.O. Wills Open Bristol                   | Grand Prix     | 52 000 $  | Gazon (ext.)    | Helen Gourlay Karen Krantzcke           | Billie Jean King    | 6-4, 6-2        | Parcours |
| 20 | 22-08-1972 | Virginia Slims of Newport Newport (RI)           | WT Pro Tour    | 18 000 $  | Gazon (ext.)    | Margaret Smith Court Lesley Hunt        | Billie Jean King    | 6-2, 6-2        | Parcours |
| 21 | 05-02-1973 | Barnett Bank Classic Miami Beach                 |                | 30 000 $  | Terre (ext.)    | Françoise Dürr Betty Stöve              | Billie Jean King    | 4-6, 6-2, 6-3   | Parcours |
| 22 | 30-04-1973 | Family Circle Cup Hilton Head                    |                | 90 000 $  | Terre (ext.)    | Françoise Dürr Betty Stöve              | Billie Jean King    | 3-6, 6-4, 6-3   | Parcours |
| 23 | 27-08-1973 | US Open Forest Hills                             | G. Chelem      | 114 000 $ | Gazon (ext.)    | Margaret Smith Court Virginia Wade      | Billie Jean King    | 3-6, 6-3, 7-5   | Parcours |
| 24 | 01-10-1973 | Faberge International of Phoenix Phoenix         |                | 50 000 $  | Dur (ext.)      | Kerry Harris Kerry Melville             | Billie Jean King    | 6-4, 6-4        | Parcours |
| 25 | 16-09-1974 | Barnett Bank Tennis Classic Orlando              |                | 50 000 $  | Terre (ext.)    | Françoise Dürr Betty Stöve              | Billie Jean King    | 6-3, 6-7, 6-4   | Parcours |
| 26 | 06-01-1975 | Virginia Slims of San Francisco San Francisco    | VS Tour        | 75 000 $  | Moquette (int.) | Chris Evert Billie Jean King            | Virginia Wade       | 6-2, 7-5        | Parcours |
| 27 | 24-03-1975 | Virginia Slims of Philadelphia Philadelphie      | VS Tour        | 75 000 $  | Moquette (int.) | Evonne Goolagong Betty Stöve            | Billie Jean King    | 4-6, 6-4, 7-6   | Parcours |
| 28 | 09-04-1975 | Bridgestone Doubles Tokyo                        | Masters        | 100 000 $ | NC              | Margaret Smith Court Virginia Wade      | Billie Jean King    | 6-72, 7-62, 6-2 | Parcours |
| 29 | 21-04-1975 | Family Circle Cup Amelia Island                  |                | 100 000 $ | Terre (ext.)    | Evonne Goolagong Virginia Wade          | Olga Morozova       | 4-6, 6-4, 6-2   | Parcours |
| 30 | 25-08-1975 | US Open Forest Hills                             | G. Chelem      | 309 000 $ | Terre (ext.)    | Margaret Smith Court Virginia Wade      | Billie Jean King    | 7-5, 2-6, 7-6   | Parcours |
| 31 | 22-09-1975 | Denver Majestic Tournament Denver                |                | 60 000 $  | Moquette (int.) | Françoise Dürr Betty Stöve              | Martina Navrátilová | 3-6, 6-1, 7-6   | Parcours |
| 32 | 06-10-1975 | Phoenix Thunderbird Phoenix                      |                | 50 000 $  | Dur (ext.)      | Françoise Dürr Betty Stöve              | Martina Navrátilová | 6-7, 6-4, 6-0   | Parcours |
| 33 | 01-03-1976 | Virginia Slims of San Francisco San Francisco    |                | 75 000 $  | Moquette (int.) | Billie Jean King Betty Stöve            | Françoise Dürr      | 6-4, 6-1        | Parcours |
| 34 | 22-03-1976 | Virginia Slims of Boston Boston                  |                | 75 000 $  | Moquette (int.) | Mona Guerrant Ann Kiyomura              | Françoise Dürr      | 3-6, 6-1, 7-5   | Parcours |
| 35 | 29-03-1976 | Virginia Slims of Philadelphia Philadelphie      |                | 75 000 $  | Moquette (int.) | Billie Jean King Betty Stöve            | Françoise Dürr      | 7-64, 6-4       | Parcours |
| 36 | 01-11-1976 | Dewar Cup Final Londres                          | Dewar Cup      | 135000 $  | Moquette (int.) | Betty Stöve Virginia Wade               | Chris Evert         | 6-3, 2-6, 6-3   | Parcours |
| 37 | 25-11-1976 | Gunze Classic Tokyo & Kobe                       |                | 100 000 $ | Moquette (int.) | Sue Barker Ann Kiyomura                 | Françoise Dürr      | 4-6, 6-3, 6-1   | Parcours |
| 38 | 10-01-1977 | Virginia Slims of Florida Hollywood              |                | 100 000 $ | Moquette (int.) | Martina Navrátilová Betty Stöve         | Chris Evert         | 6-4, 3-6, 6-4   | Parcours |
| 39 | 15-08-1977 | Rothmans Canadian Open Toronto                   | Colgate Series | 35 000 $  | Terre (ext.)    | Linky Boshoff Ilana Kloss               | Evonne Goolagong    | 6-2, 6-3        | Parcours |
| 40 | 30-01-1978 | Bridgestone double of Chicago Chicago            |                | 100 000 $ | Moquette (int.) | Betty Stöve Evonne Goolagong            | Joanne Russell      | 6-1, 6-4        | Parcours |
| 41 | 22-01-1979 | Avon Championships of Florida Hollywood          |                | 150 000 $ | Moquette (int.) | Tracy Austin Betty Stöve                | Wendy Turnbull      | 6-2, 2-6, 6-2   | Parcours |
| 42 | 26-02-1979 | Avon Championships of Dallas Dallas              |                | 200 000 $ | Moquette (int.) | Martina Navrátilová Anne Smith          | Chris Evert         | 7-6, 6-2        | Parcours |
| 43 | 08-10-1979 | Thunderbird Classic Phoenix                      | Colgate Series | 100 000 $ | Dur (ext.)      | Betty Stöve Wendy Turnbull              | Chris Evert         | 6-4, 7-6        | Parcours |
| 44 | 02-01-1980 | Colgate Series Championships Washington          | Masters        | 250 000 $ | Moquette (int.) | Billie Jean King Martina Navrátilová    | Chris Evert         | 6-4, 6-3        | Parcours |
| 45 | 03-03-1980 | Avon Championships of Dallas Dallas              |                | 150 000 $ | Moquette (int.) | Billie Jean King Martina Navrátilová    | Wendy Turnbull      | 4-6, 6-3, 6-3   | Parcours |
| 46 | 17-03-1980 | Avon Circuit Championships New York              | Masters        | 300 000 $ | Moquette (int.) | Billie Jean King Martina Navrátilová    | Wendy Turnbull      | 6-3, 4-6, 6-3   | Parcours |
| 47 | 22-03-1980 | Honda Civic Classic Carlsbad                     |                | 50 000 $  | Dur (ext.)      | Laura duPont Pam Shriver                | Joanne Russell      | 6-7, 6-4, 6-1   | Parcours |
| 48 | 09-06-1980 | Crossley Carpets Trophy Chichester               |                | 100 000 $ | Gazon (ext.)    | Pam Shriver Betty Stöve                 | Wendy Turnbull      | 6-4, 7-5        | Parcours |
| 49 | 23-06-1980 | The Championships Wimbledon                      | G. Chelem      | 259 000 $ | Gazon (ext.)    | Kathy Jordan Anne Smith                 | Wendy Turnbull      | 4-6, 7-5, 6-1   | Parcours |
| 50 | 28-07-1980 | Wells Fargo Open San Diego                       |                | 100 000 $ | Dur (ext.)      | Tracy Austin Ann Kiyomura               | Wendy Turnbull      | 3-6, 6-4, 6-3   | Parcours |
| 51 | 01-12-1980 | Building Society NSW Open Sydney                 |                | 125 000 $ | Gazon (ext.)    | Pam Shriver Betty Stöve                 | Wendy Turnbull      | 6-1, 4-6, 6-4   | Parcours |
| 52 | 12-01-1981 | Avon Championships of Kansas Kansas City         |                | 150 000 $ | Moquette (int.) | Barbara Potter Sharon Walsh             | Wendy Turnbull      | 6-2, 7-6        | Parcours |
| 53 | 27-04-1981 | United Airlines Tournament Orlando               |                | 200 000 $ | Terre (ext.)    | Martina Navrátilová Pam Shriver         | Wendy Turnbull      | 6-1, 7-6        | Parcours |
| 54 | 27-07-1981 | Wells Fargo Open San Diego                       |                | 125 000 $ | Dur (ext.)      | Kathy Jordan Candy Reynolds             | Pam Shriver         | 6-1, 2-6, 6-4   | Parcours |
| 55 | 31-08-1981 | US Open Flushing Meadows                         | G. Chelem      | 400 000 $ | Dur (ext.)      | Kathy Jordan Anne Smith                 | Wendy Turnbull      | 6-3, 6-3        | Parcours |
| 56 | 21-09-1981 | Toyota Classic Atlanta                           |                | 75 000 $  | Moquette (int.) | Laura duPont Betsy Nagelsen             | Candy Reynolds      | 6-4, 7-5        | Parcours |
| 57 | 28-09-1981 | Playtex US Indoors Minneapolis                   |                | 125 000 $ | Moquette (int.) | Martina Navrátilová Pam Shriver         | Wendy Turnbull      | 6-3, 7-6        | Parcours |
| 58 | 14-12-1981 | Toyota Series Championships East Rutherford      | Masters        | 250 000 $ | Dur (int.)      | Martina Navrátilová Pam Shriver         | Wendy Turnbull      | 6-3, 6-4        | Parcours |
| 59 | 25-01-1982 | Avon Championships of Chicago Chicago            | Champ’s        | 150 000 $ | Moquette (int.) | Martina Navrátilová Pam Shriver         | Wendy Turnbull      | 7-5, 6-4        | Parcours |
| 60 | 01-02-1982 | Avon Championships of Detroit Détroit            | Champ’s        | 150 000 $ | Moquette (int.) | Leslie Allen Mima Jaušovec              | Wendy Turnbull      | 6-4, 6-0        | Parcours |
| 61 | 15-03-1982 | Avon Championships of Boston Boston              | Champ’s        | 150 000 $ | Moquette (int.) | Kathy Jordan Anne Smith                 | Wendy Turnbull      | 7-6, 2-6, 6-4   | Parcours |
| 62 | 24-05-1982 | Roland-Garros Paris                              | G. Chelem      | 367 500 $ | Terre (ext.)    | Martina Navrátilová Anne Smith          | Wendy Turnbull      | 6-3, 6-4        | Parcours |
| 63 | 07-06-1982 | Edgbaston Cup Birmingham                         | Series 3       | 100 000 $ | Gazon (ext.)    | Jo Durie Anne Hobbs                     | Wendy Turnbull      | 6-3, 6-2        | Parcours |
| 64 | 23-08-1982 | Volvo Tennis Cup Mahwah                          | Series 3       | 100 000 $ | Dur (ext.)      | Barbara Potter Sharon Walsh             | Wendy Turnbull      | 6-1, 6-4        | Parcours |
| 65 | 04-10-1982 | Maybelline Classic Deerfield Beach               | Series 4       | 125 000 $ | Dur (ext.)      | Barbara Potter Sharon Walsh             | Wendy Turnbull      | 7-6, 7-6        | Parcours |
| 66 | 24-01-1983 | Avon Tennis Cup Marco Island                     |                | 100 000 $ | Terre (ext.)    | Andrea Jaeger Mary Lou Piatek           | Wendy Turnbull      | 7-5, 6-4        | Parcours |
| 67 | 21-02-1983 | Virginia Slims of Oakland Oakland                |                | 150 000 $ | Moquette (int.) | Claudia Kohde-Kilsch Eva Pfaff          | Wendy Turnbull      | 6-4, 4-6, 6-4   | Parcours |
| 68 | 07-03-1983 | Virginia Slims of Dallas Dallas                  |                | 150 000 $ | Moquette (int.) | Martina Navrátilová Pam Shriver         | Wendy Turnbull      | 6-3, 6-2        | Parcours |
| 69 | 25-04-1983 | Virginia Slims of Atlanta Atlanta                |                | 150 000 $ | Dur (ext.)      | Alycia Moulton Sharon Walsh             | Wendy Turnbull      | 6-3, 7-6        | Parcours |
| 70 | 20-06-1983 | The Championships Wimbledon                      | G. Chelem      | 670 000 $ | Gazon (ext.)    | Martina Navrátilová Pam Shriver         | Wendy Turnbull      | 6-2, 6-2        | Parcours |
| 71 | 03-10-1983 | Virginia Slims of Detroit Détroit                |                | 150 000 $ | Moquette (int.) | Kathy Jordan Barbara Potter             | Wendy Turnbull      | 6-4, 6-1        | Parcours |
| 72 | 09-01-1984 | Virginia Slims of California Oakland             | VS Tour C3     | 150 000 $ | Moquette (int.) | Martina Navrátilová Pam Shriver         | Alycia Moulton      | 6-2, 6-3        | Parcours |

### Titres en double mixte
| No | Date       | Nom et lieu du tournoi                   | Catégorie | Dotation  | Surface      | Partenaire      | Finalistes                       | Score         |          |
| -- | ---------- | ---------------------------------------- | --------- | --------- | ------------ | --------------- | -------------------------------- | ------------- | -------- |
| 1  | 29-01-1967 | Wills International Auckland             |           | NC        | Gazon (ext.) | Graham Stilwell | NC                               | NC            | Parcours |
| 2  | 25-09-1967 | Pacific Coast Championships Berkeley     |           | NC        | Dur (ext.)   | Marty Riessen   | Julie Heldman Torben Ulrich      | 6-1, 6-4      | Parcours |
| 3  | 22-06-1970 | The Championships Wimbledon              | G. Chelem | NC        | Gazon (ext.) | Ilie Năstase    | Olga Morozova Alex Metreveli     | 6-3, 4-6, 9-7 | Parcours |
| 4  | 06-07-1970 | Green Shield Welsh Championships Newport |           | NC        | Gazon (ext.) | Cliff Drysdale  | Judy Tegart-Dalton Owen Davidson | 5-7, 6-3, 6-3 | Parcours |
| 5  | 26-06-1972 | The Championships Wimbledon              | G. Chelem | NC        | Gazon (ext.) | Ilie Năstase    | Evonne Goolagong Kim Warwick     | 6-4, 6-4      | Parcours |
| 6  | 25-08-1975 | US Open Forest Hills                     | G. Chelem | 309 000 $ | Terre (ext.) | Dick Stockton   | Billie Jean King Fred Stolle     | 6-3, 6-7, 6-3 | Parcours |

### Finales en double mixte
| No | Date       | Nom et lieu du tournoi                        | Catégorie | Dotation | Surface      | Vainqueures                        | Partenaire    | Score         |          |
| -- | ---------- | --------------------------------------------- | --------- | -------- | ------------ | ---------------------------------- | ------------- | ------------- | -------- |
| 1  | 31-08-1967 | US National Championships Forest Hills        | G. Chelem | NC       | Gazon (ext.) | Billie Jean King Owen Davidson     | Stan Smith    | 6-3, 6-2      | Parcours |
| 2  | 28-08-1972 | US Open Forest Hills                          | G. Chelem | 80 000 $ | Gazon (ext.) | Margaret Smith Court Marty Riessen | Ilie Năstase  | 6-3, 7-5      | Parcours |
| 3  | 20-10-1975 | World Invitational Tennis Classic Hilton Head |           | 67 500 $ | Terre (ext.) | Evonne Goolagong Rod Laver         | Ilie Năstase  | 6-3, 6-3      | Parcours |
| 4  | 21-06-1976 | The Championships Wimbledon                   | G. Chelem | NC       | Gazon (ext.) | Françoise Dürr Tony Roche          | Dick Stockton | 6-3, 2-6, 7-5 | Parcours |

## Parcours en Grand Chelem (partiel)

### En simple dames
| Année | Championnat d'Australie Open d'Australie (janvier) | Championnat d'Australie Open d'Australie (janvier) | Internationaux de France | Internationaux de France | Wimbledon       | Wimbledon        | US National US Open | US National US Open | Championnat d'Australie Open d'Australie (décembre) | Championnat d'Australie Open d'Australie (décembre) |
| ----- | -------------------------------------------------- | -------------------------------------------------- | ------------------------ | ------------------------ | --------------- | ---------------- | ------------------- | ------------------- | --------------------------------------------------- | --------------------------------------------------- |
| 1964  | -                                                  | -                                                  | -                        | -                        | -               | -                | 3e tour (1/16)      | Norma Baylon        | n/a                                                 | n/a                                                 |
| 1965  | -                                                  | -                                                  | -                        | -                        | -               | -                | 1er tour (1/32)     | Norma Baylon        | n/a                                                 | n/a                                                 |
| 1966  | -                                                  | -                                                  | -                        | -                        | 4e tour (1/8)   | Ann Haydon-Jones | 1/2 finale          | Maria Bueno         | n/a                                                 | n/a                                                 |
| 1967  | 1/2 finale                                         | Lesley Turner                                      | 4e tour (1/8)            | Helga Schultze           | 1/2 finale      | Ann Haydon-Jones | 4e tour (1/8)       | P. Bartkowicz       | n/a                                                 | n/a                                                 |
| 1968  | 1/4 de finale                                      | Margaret Smith                                     | 4e tour (1/8)            | Elena Subirats           | 4e tour (1/8)   | Maria Bueno      | 3e tour (1/8)       | Virginia Wade       | n/a                                                 | n/a                                                 |
| 1969  | 1/4 de finale                                      | Margaret Smith                                     | 1/4 de finale            | Ann Haydon-Jones         | 1/2 finale      | Billie Jean King | 1/2 finale          | Nancy Richey        | n/a                                                 | n/a                                                 |
| 1970  | -                                                  | -                                                  | 1/4 de finale            | Margaret Smith           | 1/2 finale      | Margaret Smith   | Finale              | Margaret Smith      | n/a                                                 | n/a                                                 |
| 1971  | -                                                  | -                                                  | -                        | -                        | 2e tour (1/32)  | Kerry Melville   | Finale              | Billie Jean King    | n/a                                                 | n/a                                                 |
| 1972  | -                                                  | -                                                  | 3e tour (1/16)           | Laura Rossouw            | 1/2 finale      | Billie Jean King | 1/4 de finale       | Margaret Smith      | n/a                                                 | n/a                                                 |
| 1973  | -                                                  | -                                                  | -                        | -                        | 1/4 de finale   | Chris Evert      | 1/4 de finale       | Chris Evert         | n/a                                                 | n/a                                                 |
| 1974  | -                                                  | -                                                  | -                        | -                        | 4e tour (1/8)   | Linky Boshoff    | 1/4 de finale       | Billie Jean King    | n/a                                                 | n/a                                                 |
| 1975  | -                                                  | -                                                  | -                        | -                        | 4e tour (1/8)   | Virginia Wade    | 1er tour (1/32)     | Marina Kroschina    | n/a                                                 | n/a                                                 |
| 1976  | -                                                  | -                                                  | -                        | -                        | 1/4 de finale   | Evonne Goolagong | 1/4 de finale       | Evonne Goolagong    | n/a                                                 | n/a                                                 |
| 1977  | -                                                  | -                                                  | -                        | -                        | 1/4 de finale   | Virginia Wade    | 4e tour (1/8)       | Wendy Turnbull      | -                                                   | -                                                   |
| 1979  | n/a                                                | n/a                                                | 1er tour (1/32)          | Hana Strachonova         | 3e tour (1/16)  | M. Navrátilová   | 1er tour (1/64)     | Kerry Reid          | -                                                   | -                                                   |
| 1980  | n/a                                                | n/a                                                | -                        | -                        | 2e tour (1/32)  | Tanya Harford    | 2e tour (1/32)      | Tracy Austin        | 1er tour (1/32)                                     | Betsy Nagelsen                                      |
| 1981  | n/a                                                | n/a                                                | 2e tour (1/32)           | Hana Mandlíková          | 1er tour (1/64) | Sandy Collins    | 4e tour (1/8)       | Tracy Austin        | 1er tour (1/32)                                     | Eva Pfaff                                           |
| 1982  | n/a                                                | n/a                                                | -                        | -                        | 2e tour (1/32)  | Pam Casale       | 2e tour (1/32)      | Nancy Yeargin       | -                                                   | -                                                   |
| 1983  | n/a                                                | n/a                                                | -                        | -                        | 3e tour (1/16)  | Billie Jean King | 3e tour (1/16)      | Anne White          | -                                                   | -                                                   |
| 1984  | n/a                                                | n/a                                                | -                        | -                        | 1er tour (1/64) | Betsy Nagelsen   | 2e tour (1/32)      | Melissa Gurney      | -                                                   | -                                                   |
| 1985  | n/a                                                | n/a                                                | -                        | -                        | -               | -                | 2e tour (1/32)      | Anne Hobbs          | -                                                   | -                                                   |

À droite du résultat, l’ultime adversaire.

### En double dames
| Année | Championnat d'Australie Open d'Australie (janvier) | Championnat d'Australie Open d'Australie (janvier) | Internationaux de France     | Internationaux de France   | Wimbledon                   | Wimbledon                   | US National US Open          | US National US Open        | Championnat d'Australie Open d'Australie (décembre) | Championnat d'Australie Open d'Australie (décembre) |
| ----- | -------------------------------------------------- | -------------------------------------------------- | ---------------------------- | -------------------------- | --------------------------- | --------------------------- | ---------------------------- | -------------------------- | --------------------------------------------------- | --------------------------------------------------- |
| 1964  | -                                                  | -                                                  | -                            | -                          | -                           | -                           | 1/4 de finale P. Reyes       | C. Caldwell Nancy Richey   | n/a                                                 | n/a                                                 |
| 1966  | -                                                  | -                                                  | -                            | -                          | 1/4 de finale B. J. King    | M. Smith Judy Tegart        | Finale B. J. King            | Maria Bueno Nancy Richey   | n/a                                                 | n/a                                                 |
| 1967  | 1/4 de finale Nancy Richey                         | S. Walsham E. Fenton                               | 1/4 de finale B. J. King     | A. Van Zyl Pat Walkden     | Victoire B. J. King         | Maria Bueno Nancy Richey    | Victoire B. J. King          | M. Eisel Donna Floyd       | n/a                                                 | n/a                                                 |
| 1968  | 1/2 finale B. J. King                              | Judy Tegart Lesley Turner                          | Finale B. J. King            | F. Dürr Ann Haydon         | Victoire B. J. King         | F. Dürr Ann Haydon          | Finale B. J. King            | Maria Bueno M. Smith       | n/a                                                 | n/a                                                 |
| 1969  | Finale B. J. King                                  | M. Smith Judy Tegart                               | 1/4 de finale B. J. King     | Gail Sherriff Rosie Darmon | 3e tour (1/8) B. J. King    | P. Bartkowicz Julie Heldman | 1/2 finale B. J. King        | M. Smith Virginia Wade     | n/a                                                 | n/a                                                 |
| 1970  | -                                                  | -                                                  | Finale B. J. King            | Gail Sherriff F. Dürr      | Victoire B. J. King         | F. Dürr Virginia Wade       | Finale Virginia Wade         | M. Smith Judy Tegart       | n/a                                                 | n/a                                                 |
| 1971  | -                                                  | -                                                  | -                            | -                          | Victoire B. J. King         | M. Smith E. Goolagong       | Victoire Judy Tegart         | Gail Sherriff F. Dürr      | n/a                                                 | n/a                                                 |
| 1972  | -                                                  | -                                                  | 2e tour (1/8) Virginia Wade  | Winnie Shaw Nell Truman    | 1/2 finale Virginia Wade    | Judy Tegart F. Dürr         | 1/2 finale B. J. King        | F. Dürr Betty Stöve        | n/a                                                 | n/a                                                 |
| 1973  | -                                                  | -                                                  | -                            | -                          | Victoire B. J. King         | F. Dürr Betty Stöve         | Finale B. J. King            | M. Smith Virginia Wade     | n/a                                                 | n/a                                                 |
| 1974  | -                                                  | -                                                  | -                            | -                          | 1/4 de finale B. J. King    | Helen Gourlay K. Krantzcke  | Victoire B. J. King          | F. Dürr Betty Stöve        | n/a                                                 | n/a                                                 |
| 1975  | -                                                  | -                                                  | -                            | -                          | 1/2 finale B. J. King       | F. Dürr Betty Stöve         | Finale B. J. King            | M. Smith Virginia Wade     | n/a                                                 | n/a                                                 |
| 1976  | -                                                  | -                                                  | -                            | -                          | 1/4 de finale F. Dürr       | Linky Boshoff Ilana Kloss   | 1/4 de finale F. Dürr        | Mima Jaušovec V. Ruzici    | n/a                                                 | n/a                                                 |
| 1977  | -                                                  | -                                                  | -                            | -                          | 2e tour (1/16) Chris Evert  | Helen Cawley J. Russell     | 1er tour (1/32) Laura duPont | Bunny Bruning Sharon Walsh | -                                                   | -                                                   |
| 1979  | n/a                                                | n/a                                                | 1/4 de finale Chris Evert    | D. Fromholtz Marise Kruger | 1/4 de finale Chris Evert   | Mima Jaušovec V. Ruzici     | 1/2 finale Chris Evert       | Betty Stöve W. Turnbull    | -                                                   | -                                                   |
| 1980  | n/a                                                | n/a                                                | -                            | -                          | Finale W. Turnbull          | Kathy Jordan Anne Smith     | 1/4 de finale W. Turnbull    | Andrea Jaeger R. Maršíková | 1/2 finale W. Turnbull                              | B. Nagelsen Navrátilová                             |
| 1981  | n/a                                                | n/a                                                | 2e tour (1/16) Mima Jaušovec | Lele Forood Anne Hobbs     | 2e tour (1/16) W. Turnbull  | M. Blackwood Susan Leo      | Finale W. Turnbull           | Kathy Jordan Anne Smith    | 1/2 finale W. Turnbull                              | Kathy Jordan Anne Smith                             |
| 1982  | n/a                                                | n/a                                                | Finale W. Turnbull           | Navrátilová Anne Smith     | 1/2 finale W. Turnbull      | Kathy Jordan Anne Smith     | Victoire W. Turnbull         | B. Potter Sharon Walsh     | 1/4 de finale W. Turnbull                           | Kohde-Kilsch Eva Pfaff                              |
| 1983  | n/a                                                | n/a                                                | 1/4 de finale W. Turnbull    | I. Madruga C. Tanvier      | Finale W. Turnbull          | Navrátilová Pam Shriver     | 1/4 de finale W. Turnbull    | Mima Jaušovec Kathy Jordan | -                                                   | -                                                   |
| 1984  | n/a                                                | n/a                                                | -                            | -                          | -                           | -                           | 3e tour (1/8) Wendy White    | R. Fairbank C. Reynolds    | -                                                   | -                                                   |
| 1985  | n/a                                                | n/a                                                | -                            | -                          | 1er tour (1/32) Ilana Kloss | Sophie Amiach B. Gerken     | 2e tour (1/16) Anne Smith    | Kohde-Kilsch Helena Suková | -                                                   | -                                                   |
| 1986  | n/a                                                | n/a                                                | -                            | -                          | -                           | -                           | 2e tour (1/16) Kim Sands     | Kohde-Kilsch Helena Suková | n/a                                                 | n/a                                                 |
| 1988  | -                                                  | -                                                  | 2e tour (1/16) J. Russell    | Jenny Byrne J. Thompson    | 1er tour (1/32) J. Russell  | Eva Pfaff E. Smylie         | 1er tour (1/32) M. L. Piatek | L. Ferrando Laura Garrone  | n/a                                                 | n/a                                                 |
| 1989  | -                                                  | -                                                  | -                            | -                          | 2e tour (1/16) Sharon Walsh | Katrina Adams Zina Garrison | 2e tour (1/16) Sharon Walsh  | Jenny Byrne J. Thompson    | n/a                                                 | n/a                                                 |

Sous le résultat, la partenaire ; à droite, l’ultime équipe adverse.

### En double mixte
| Année | Championnat d'Australie Open d'Australie (janvier), | Championnat d'Australie Open d'Australie (janvier), | Internationaux de France  | Internationaux de France  | Wimbledon                     | Wimbledon                  | US National US Open           | US National US Open         | Championnat d'Australie Open d'Australie (décembre), | Championnat d'Australie Open d'Australie (décembre), |
| ----- | --------------------------------------------------- | --------------------------------------------------- | ------------------------- | ------------------------- | ----------------------------- | -------------------------- | ----------------------------- | --------------------------- | ---------------------------------------------------- | ---------------------------------------------------- |
| 1964  | -                                                   | -                                                   | -                         | -                         | -                             | -                          | 2e tour (1/8) G. Seewagen     | Maria Bueno D. Ralston      | n/a                                                  | n/a                                                  |
| 1965  | -                                                   | -                                                   | -                         | -                         | -                             | -                          | 2e tour (1/8) Jim McManus     | F. Dürr Donald Dell         | n/a                                                  | n/a                                                  |
| 1966  | -                                                   | -                                                   | -                         | -                         | 3e tour (1/16) Jim McManus    | K. Krantzcke Ray Ruffels   | 1er tour (1/16) I. Crookenden | Donna Floyd Owen Davidson   | n/a                                                  | n/a                                                  |
| 1967  | 1/4 de finale Jim McManus                           | F. Dürr Bill Bowrey                                 | 2e tour (1/16) W. Alvarez | Virginia Wade Robert Maud | 1/4 de finale Robert Lutz     | K. Krantzcke Ray Ruffels   | Finale Stan Smith             | B. J. King Owen Davidson    | n/a                                                  | n/a                                                  |
| 1968  | 1/4 de finale W. Jacques                            | B. J. King Dick Crealy                              | 1/2 finale Bob Hewitt     | B. J. King Owen Davidson  | 1/4 de finale P. Gonzales     | Olga Morozova A. Metreveli | -                             | -                           | n/a                                                  | n/a                                                  |
| 1969  | 1/2 finale Tony Roche                               | Ann Haydon Fred Stolle                              | 3e tour (1/8) Tony Roche  | K. Melville Ilie Năstase  | 1/4 de finale Marty Riessen   | Ann Haydon Fred Stolle     | 1/4 de finale Ken Rosewall    | M. Smith Marty Riessen      | n/a                                                  | n/a                                                  |
| 1970  | n/a                                                 | n/a                                                 | 1/2 finale Ilie Năstase   | F. Dürr J. Barclay        | Victoire Ilie Năstase         | Olga Morozova A. Metreveli | 1/4 de finale Owen Davidson   | Nell Truman Roger Taylor    | n/a                                                  | n/a                                                  |
| 1971  | n/a                                                 | n/a                                                 | -                         | -                         | 1/2 finale Ilie Năstase       | B. J. King Owen Davidson   | 1/2 finale Ilie Năstase       | Betty Stöve Robert Maud     | n/a                                                  | n/a                                                  |
| 1972  | n/a                                                 | n/a                                                 | 1/2 finale Ilie Năstase   | E. Goolagong Kim Warwick  | Victoire Ilie Năstase         | E. Goolagong Kim Warwick   | Finale Ilie Năstase           | M. Smith Marty Riessen      | n/a                                                  | n/a                                                  |
| 1973  | n/a                                                 | n/a                                                 | -                         | -                         | 1/4 de finale Ilie Năstase    | J. Newberry Raúl Ramírez   | 1/2 finale Frew McMillan      | B. J. King Owen Davidson    | n/a                                                  | n/a                                                  |
| 1975  | n/a                                                 | n/a                                                 | -                         | -                         | 1/4 de finale Bob Hewitt      | Betty Stöve Allan Stone    | Victoire Dick Stockton        | B. J. King Fred Stolle      | n/a                                                  | n/a                                                  |
| 1976  | n/a                                                 | n/a                                                 | -                         | -                         | Finale Dick Stockton          | F. Dürr Tony Roche         | 1/2 finale Dick Stockton      | B. J. King Phil Dent        | n/a                                                  | n/a                                                  |
| 1977  | n/a                                                 | n/a                                                 | -                         | -                         | 2e tour (1/16) Sandy Mayer    | P. Bostrom S. Docherty     | 1/4 de finale D. Ralston      | Kristien Shaw Butch Walts   | n/a                                                  | n/a                                                  |
| 1979  | n/a                                                 | n/a                                                 | -                         | -                         | 3e tour (1/8) John Lloyd      | L. Charles David Lloyd     | -                             | -                           | n/a                                                  | n/a                                                  |
| 1980  | n/a                                                 | n/a                                                 | -                         | -                         | 1/4 de finale A. Amritraj     | W. Turnbull Ross Case      | 1er tour (1/16) A. Amritraj   | Bettina Bunge Fred McNair   | n/a                                                  | n/a                                                  |
| 1981  | n/a                                                 | n/a                                                 | -                         | -                         | 2e tour (1/16) David Lloyd    | Diane Desfor Eric Fromm    | -                             | -                           | n/a                                                  | n/a                                                  |
| 1982  | n/a                                                 | n/a                                                 | -                         | -                         | 2e tour (1/16) C. Pasarell    | Y. Vermaak van der Merwe   | 1er tour (1/16) L. Stefanki   | S. Mascarin Chris Lewis     | n/a                                                  | n/a                                                  |
| 1983  | n/a                                                 | n/a                                                 | -                         | -                         | 1er tour (1/32) Mike Estep    | Paula Smith M. Strode      | 1er tour (1/16) Butch Walts   | Kathy O'Brien Steve Meister | n/a                                                  | n/a                                                  |
| 1984  | n/a                                                 | n/a                                                 | -                         | -                         | 1er tour (1/32) Ben Testerman | C. Reynolds M. Fancutt     | 2e tour (1/16) Trey Waltke    | Paula Smith Mel Purcell     | n/a                                                  | n/a                                                  |
| 1985  | n/a                                                 | n/a                                                 | -                         | -                         | 2e tour (1/16) Marty Riessen  | C. Monteiro Cássio Motta   | 1er tour (1/16) J. Alexander  | M. L. Piatek Chris Dunk     | n/a                                                  | n/a                                                  |
| 1986  | n/a                                                 | n/a                                                 | -                         | -                         | -                             | -                          | 2e tour (1/8) Tim Gullikson   | Kathy Jordan Ken Flach      | n/a                                                  | n/a                                                  |
| 1988  | -                                                   | -                                                   | 1er tour (1/32) S. Birner | C. Tanvier Alberto Tous   | 1er tour (1/32) M. Fancutt    | Zina Garrison S. Stewart   | -                             | -                           | n/a                                                  | n/a                                                  |
| 1989  | -                                                   | -                                                   | -                         | -                         | 1er tour (1/32) Steve DeVries | H. Ludloff C. Banducci     | -                             | -                           | n/a                                                  | n/a                                                  |

Sous le résultat, le partenaire ; à droite, l’ultime équipe adverse.

## Parcours aux Masters

### En simple dames
| # | Date       | Nom de l'édition                         | ($)     | Surface         | Résultat               | Ultime adversaire | Score          |          |
| - | ---------- | ---------------------------------------- | ------- | --------------- | ---------------------- | ----------------- | -------------- | -------- |
| 1 | 07/10/1972 | Virginia Slims Championships Boca Raton  | 100 900 | Terre (ext.)    | 1er tour (1/8)         | Karen Krantzcke   | 6-3, 6-3       | Parcours |
| 2 | 15/10/1973 | Virginia Slims Championships Boca Raton  | 110 000 | Terre (ext.)    | 2e tour (1/8)          | Mona Schallau     | 3-6, 6-4, 6-4  | Parcours |
| 3 | 14/10/1974 | Virginia Slims Championships Los Angeles | 100 000 | Moquette (int.) | 1/4 de finale          | Chris Evert       | 6-2, 6-73, 6-2 | Parcours |
| 4 | 12/04/1976 | Virginia Slims Championships Los Angeles | 150 000 | Moquette (int.) | Round Robin (défaite)  | Chris Evert       | 7-5, 6-4       | Parcours |
| 4 | 12/04/1976 | Virginia Slims Championships Los Angeles | 150 000 | Moquette (int.) | Round Robin (victoire) | Virginia Wade     | 6-1, 7-5       | Parcours |
| 4 | 12/04/1976 | Virginia Slims Championships Los Angeles | 150 000 | Moquette (int.) | Round Robin (victoire) | Sue Barker        | 7-5, 6-4       | Parcours |
| 5 | 24/03/1977 | Virginia Slims Championships New York    | 150 000 | Moquette (int.) | Round Robin (victoire) | Virginia Wade     | 4-6, 6-4, 6-4  | Parcours |
| 5 | 24/03/1977 | Virginia Slims Championships New York    | 150 000 | Moquette (int.) | Round Robin (victoire) | Mima Jaušovec     | 6-4, 6-3       | Parcours |
| 5 | 24/03/1977 | Virginia Slims Championships New York    | 150 000 | Moquette (int.) | Round Robin (défaite)  | Chris Evert       | 6-1, 6-1       | Parcours |
| 6 | 27/03/1978 | Virginia Slims Championships Oakland     | 150 000 | Moquette (int.) | Round Robin (défaite)  | Evonne Goolagong  | 7-6, 6-4       | Parcours |
| 6 | 27/03/1978 | Virginia Slims Championships Oakland     | 150 000 | Moquette (int.) | Round Robin (victoire) | Virginia Wade     | 7-5, 3-6, 6-0  | Parcours |
| 6 | 27/03/1978 | Virginia Slims Championships Oakland     | 150 000 | Moquette (int.) | Round Robin (victoire) | Billie Jean King  | Forfait        | Parcours |

### En double dames
| #  | Date       | Nom de l'édition                            | ($)     | Surface         | Résultat      | Partenaire           | Ultimes adversaires                  | Score           |          |
| -- | ---------- | ------------------------------------------- | ------- | --------------- | ------------- | -------------------- | ------------------------------------ | --------------- | -------- |
| 1  | 15/10/1973 | Virginia Slims Championships Boca Raton     | 110 000 | Terre (ext.)    | Victoire      | Margaret Smith Court | Françoise Dürr Betty Stöve           | 6-2, 6-4        | Parcours |
| 2  | 14/10/1974 | Virginia Slims Championships Los Angeles    | 100 000 | Moquette (int.) | Victoire      | Billie Jean King     | Françoise Dürr Betty Stöve           | 6-1, 6-7, 7-5   | Parcours |
| 3  | 09/04/1975 | Bridgestone Doubles Tokyo                   | 100 000 |                 | Finale        | Billie Jean King     | Margaret Smith Court Virginia Wade   | 6-72, 7-62, 6-2 | Parcours |
| 4  | 19/04/1976 | Bridgestone Doubles Tokyo                   | 100 000 |                 | 1/4 de finale | Françoise Dürr       | Olga Morozova Virginia Wade          | 2-6, 6-2, 6-2   | Parcours |
| 5  | 04/04/1977 | Bridgestone Doubles Tokyo                   | 100 000 |                 | 1/2 finale    | Billie Jean King     | Martina Navrátilová Betty Stöve      | 7-6, 7-6        | Parcours |
| 6  | 03/04/1978 | Bridgestone Doubles Salt Lake City          | 100 000 | Moquette (int.) | 1/4 de finale | Joanne Russell       | Françoise Dürr Virginia Wade         | 6-4, 1-6, 6-4   | Parcours |
| 7  | 19/03/1979 | Avon Circuit Championships New York         | 275 000 | Moquette (int.) | 1/2 finale    | Chris Evert          | Sue Barker Ann Kiyomura              | 6-4, 2-6, 6-2   | Parcours |
| 8  | 02/01/1980 | Colgate Series Championships Washington     | 250 000 | Moquette (int.) | Finale        | Chris Evert          | Billie Jean King Martina Navrátilová | 6-4, 6-3        | Parcours |
| 9  | 17/03/1980 | Avon Circuit Championships New York         | 300 000 | Moquette (int.) | Finale        | Wendy Turnbull       | Billie Jean King Martina Navrátilová | 6-3, 4-6, 6-3   | Parcours |
| 10 | 07/01/1981 | Colgate Series Championships Washington     | 250 000 | Moquette (int.) | Victoire      | Wendy Turnbull       | Paula Smith Candy Reynolds           | 6-3, 4-6, 7-6   | Parcours |
| 11 | 23/03/1981 | Avon Circuit Championships New York         | 300 000 | Moquette (int.) | 1/2 finale    | Wendy Turnbull       | Barbara Potter Sharon Walsh          | 7-6, 4-6, 6-3   | Parcours |
| 12 | 14/12/1981 | Toyota Series Championships East Rutherford | 250 000 | Dur (int.)      | Finale        | Wendy Turnbull       | Martina Navrátilová Pam Shriver      | 6-3, 6-4        | Parcours |
| 13 | 22/03/1982 | Avon Circuit Championships New York         | 300 000 | Moquette (int.) | 1/2 finale    | Wendy Turnbull       | Kathy Jordan Anne Smith              | 3-6, 7-6, 6-4   | Parcours |
| 14 | 13/12/1982 | Toyota Series Championships East Rutherford | 300 000 | Dur (int.)      | 1/2 finale    | Wendy Turnbull       | Candy Reynolds Paula Smith           | 6-4, 4-6, 7-6   | Parcours |
| 15 | 21/03/1983 | Virginia Slims Championships New York       | 350 000 | Moquette (int.) | 1/4 de finale | Wendy Turnbull       | Billie Jean King Candy Reynolds      | 7-6, 6-2        | Parcours |
| 16 | 27/02/1984 | Virginia Slims Championships New York       | 500 000 | Moquette (int.) | 1/4 de finale | Wendy Turnbull       | Billie Jean King Sharon Walsh        | 7-6, 4-6, 6-3   | Parcours |

## Parcours en Coupe de la Fédération
| #                                                                              | Date       | Lieu         | Surface         | Gagnante(s)                   | Perdante(s)                            | Score         |          |
|                                                                                |            |              |                 |                               |                                        |               |          |
| 1967 - 2e tour (groupe mondial) - Rhodésie - États-Unis - 0 : 3                |            |              |                 |                               |                                        |               |          |
| 1                                                                              | 08/06/1967 | Berlin       | Terre (ext.)    | Rosie Casals                  | Fiona Morris                           | 6-3, 6-4      | Parcours |
| 1                                                                              | 08/06/1967 | Berlin       | Terre (ext.)    | Rosie Casals Billie Jean King | Fiona Morris Pat Walkden               | 6-3, 6-0      | Parcours |
|                                                                                |            |              |                 |                               |                                        |               |          |
| 1967 - 1/4 de finale (groupe mondial) - Afrique du Sud - États-Unis - 0 : 3    |            |              |                 |                               |                                        |               |          |
| 2                                                                              | 09/06/1967 | Berlin       | Terre (ext.)    | Rosie Casals                  | Glenda Swan                            | 6-1, 6-4      | Parcours |
| 2                                                                              | 09/06/1967 | Berlin       | Terre (ext.)    | Rosie Casals Billie Jean King | Glenda Swan Annette Van Zyl            | 7-5, 6-4      | Parcours |
|                                                                                |            |              |                 |                               |                                        |               |          |
| 1967 - 1/2 finale (groupe mondial) - Allemagne de l'Ouest - États-Unis - 0 : 3 |            |              |                 |                               |                                        |               |          |
| 3                                                                              | 10/06/1967 | Berlin       | Terre (ext.)    | Rosie Casals                  | Helga Schultze                         | 6-2, 7-5      | Parcours |
| 3                                                                              | 10/06/1967 | Berlin       | Terre (ext.)    | Rosie Casals Billie Jean King | Edda Buding Helga Schultze             | 6-4, 2-6, 8-6 | Parcours |
|                                                                                |            |              |                 |                               |                                        |               |          |
| 1967 - Finale (groupe mondial) - Grande-Bretagne - États-Unis - 0 : 2          |            |              |                 |                               |                                        |               |          |
| 4                                                                              | 06/06/1967 | Berlin       | Terre (ext.)    | Rosie Casals                  | Virginia Wade                          | 9-7, 8-6      | Parcours |
| 4                                                                              | 06/06/1967 | Berlin       | Terre (ext.)    | Rosie Casals Billie Jean King | Ann Haydon-Jones Virginia Wade         | 6-8, 9-7, ab. | Parcours |
|                                                                                |            |              |                 |                               |                                        |               |          |
| 1976 - 1er tour (groupe mondial) - États-Unis - Israël - 3 : 0                 |            |              |                 |                               |                                        |               |          |
| 5                                                                              | 22/08/1976 | Philadelphie | Moquette (int.) | Rosie Casals                  | Hagit Zubary                           | 6-1, 6-0      | Parcours |
| 5                                                                              | 22/08/1976 | Philadelphie | Moquette (int.) | Rosie Casals Billie Jean King | Paulina Peisachov Hagit Zubary         | 6-3, 6-1      | Parcours |
|                                                                                |            |              |                 |                               |                                        |               |          |
| 1976 - 2e tour (groupe mondial) - États-Unis - Yougoslavie - 3 : 0             |            |              |                 |                               |                                        |               |          |
| 6                                                                              | 22/08/1976 | Philadelphie | Moquette (int.) | Rosie Casals                  | Dora Alavantic                         | 6-1, 6-1      | Parcours |
| 6                                                                              | 22/08/1976 | Philadelphie | Moquette (int.) | Rosie Casals Billie Jean King | Dora Alavantic Mima Jaušovec           | 6-0, 6-0      | Parcours |
|                                                                                |            |              |                 |                               |                                        |               |          |
| 1976 - 1/4 de finale (groupe mondial) - États-Unis - Suisse - 3 : 0            |            |              |                 |                               |                                        |               |          |
| 7                                                                              | 22/08/1976 | Philadelphie | Moquette (int.) | Rosie Casals                  | Monica Simmen                          | 6-1, 6-1      | Parcours |
| 7                                                                              | 22/08/1976 | Philadelphie | Moquette (int.) | Rosie Casals Billie Jean King | Susi Eichenberger Monica Simmen        | 6-0, 6-1      | Parcours |
|                                                                                |            |              |                 |                               |                                        |               |          |
| 1976 - 1/2 finale (groupe mondial) - États-Unis - Pays-Bas - 3 : 0             |            |              |                 |                               |                                        |               |          |
| 8                                                                              | 22/08/1976 | Philadelphie | Moquette (int.) | Rosie Casals                  | Elly Appel                             | 6-1, 6-2      | Parcours |
| 8                                                                              | 22/08/1976 | Philadelphie | Moquette (int.) | Rosie Casals Billie Jean King | Betty Stöve Tine Zwaan                 | 6-1, 6-4      | Parcours |
|                                                                                |            |              |                 |                               |                                        |               |          |
| 1976 - Finale (groupe mondial) - États-Unis - Australie - 2 : 1                |            |              |                 |                               |                                        |               |          |
| 9                                                                              | 22/08/1976 | Philadelphie | Moquette (int.) | Kerry Reid                    | Rosie Casals                           | 1-6, 6-3, 7-5 | Parcours |
| 9                                                                              | 22/08/1976 | Philadelphie | Moquette (int.) | Rosie Casals Billie Jean King | Evonne Goolagong Kerry Reid            | 7-5, 6-3      | Parcours |
|                                                                                |            |              |                 |                               |                                        |               |          |
| 1977 - 1er tour (groupe mondial) - États-Unis - Autriche - 3 : 0               |            |              |                 |                               |                                        |               |          |
| 10                                                                             | 13/06/1977 | Eastbourne   | Herbe (ext.)    | Rosie Casals Chris Evert      | Sabine Bernegger Helena Wimmer         | 6-0, 6-1      | Parcours |
|                                                                                |            |              |                 |                               |                                        |               |          |
| 1977 - 2e tour (groupe mondial) - États-Unis - Suisse - 3 : 0                  |            |              |                 |                               |                                        |               |          |
| 11                                                                             | 13/06/1977 | Eastbourne   | Herbe (ext.)    | Rosie Casals Chris Evert      | Petra Delhees Monica Simmen            | 6-0, 7-5      | Parcours |
|                                                                                |            |              |                 |                               |                                        |               |          |
| 1977 - 1/4 de finale (groupe mondial) - États-Unis - France - 3 : 0            |            |              |                 |                               |                                        |               |          |
| 12                                                                             | 13/06/1977 | Eastbourne   | Herbe (ext.)    | Rosie Casals Chris Evert      | Françoise Dürr Gail Sherriff           | 6-3, 7-5      | Parcours |
|                                                                                |            |              |                 |                               |                                        |               |          |
| 1977 - 1/2 finale (groupe mondial) - États-Unis - Afrique du Sud - 3 : 0       |            |              |                 |                               |                                        |               |          |
| 13                                                                             | 13/06/1977 | Eastbourne   | Herbe (ext.)    | Rosie Casals Chris Evert      | Linky Boshoff Ilana Kloss              | 6-0, 3-6, 9-7 | Parcours |
|                                                                                |            |              |                 |                               |                                        |               |          |
| 1977 - Finale (groupe mondial) - États-Unis - Australie - 2 : 1                |            |              |                 |                               |                                        |               |          |
| 14                                                                             | 13/06/1977 | Eastbourne   | Herbe (ext.)    | Kerry Reid Wendy Turnbull     | Rosie Casals Chris Evert               | 6-3, 6-3      | Parcours |
|                                                                                |            |              |                 |                               |                                        |               |          |
| 1978 - 1/2 finale (groupe mondial) - États-Unis - Grande-Bretagne - 3 : 0      |            |              |                 |                               |                                        |               |          |
| 15                                                                             | 27/11/1978 | Melbourne    |                 | Rosie Casals Billie Jean King | Sue Barker Anne Hobbs                  | 1-6, 6-3, 6-4 | Parcours |
|                                                                                |            |              |                 |                               |                                        |               |          |
| 1979 - 2e tour (groupe mondial) - États-Unis - Allemagne de l'Ouest - 3 : 0    |            |              |                 |                               |                                        |               |          |
| 16                                                                             | 30/04/1979 | Madrid       | Terre (ext.)    | Rosie Casals Chris Evert      | Katja Ebbinghaus Sylvia Hanika         | 6-1, 6-4      | Parcours |
|                                                                                |            |              |                 |                               |                                        |               |          |
| 1979 - 1/4 de finale (groupe mondial) - États-Unis - France - 3 : 0            |            |              |                 |                               |                                        |               |          |
| 17                                                                             | 30/04/1979 | Madrid       | Terre (ext.)    | Rosie Casals Chris Evert      | Françoise Dürr Frederique Thibault     | 6-1, 6-4      | Parcours |
|                                                                                |            |              |                 |                               |                                        |               |          |
| 1979 - 1/2 finale (groupe mondial) - États-Unis - URSS - 2 : 0                 |            |              |                 |                               |                                        |               |          |
| 18                                                                             | 30/04/1979 | Madrid       | Terre (ext.)    | Olga Morozova Olga Zaitseva   | Rosie Casals Billie Jean King          | Non disputé   | Parcours |
|                                                                                |            |              |                 |                               |                                        |               |          |
| 1979 - Finale (groupe mondial) - États-Unis - Australie - 3 : 0                |            |              |                 |                               |                                        |               |          |
| 19                                                                             | 30/04/1979 | Madrid       | Terre (ext.)    | Rosie Casals Billie Jean King | Kerry Reid Wendy Turnbull              | 3-6, 6-3, 8-6 | Parcours |
|                                                                                |            |              |                 |                               |                                        |               |          |
| 1980 - 1er tour (groupe mondial) - États-Unis - Pologne - 3 : 0                |            |              |                 |                               |                                        |               |          |
| 20                                                                             | 19/05/1980 | Berlin       | Terre (ext.)    | Rosie Casals Kathy Jordan     | Dorota Dziekonska Iwona Kuczyńska      | 6-3, 4-6, 6-3 | Parcours |
|                                                                                |            |              |                 |                               |                                        |               |          |
| 1980 - 2e tour (groupe mondial) - États-Unis - Nouvelle-Zélande - 3 : 0        |            |              |                 |                               |                                        |               |          |
| 21                                                                             | 19/05/1980 | Berlin       | Terre (ext.)    | Rosie Casals Kathy Jordan     | Judy Connor Chris Newton               | 6-2, 7-5      | Parcours |
|                                                                                |            |              |                 |                               |                                        |               |          |
| 1980 - 1/4 de finale (groupe mondial) - États-Unis - URSS - 3 : 0              |            |              |                 |                               |                                        |               |          |
| 22                                                                             | 19/05/1980 | Berlin       | Terre (ext.)    | Rosie Casals Kathy Jordan     | Julia Salnikova Olga Zaitseva          | 6-4, 6-1      | Parcours |
|                                                                                |            |              |                 |                               |                                        |               |          |
| 1980 - 1/2 finale (groupe mondial) - États-Unis - Tchécoslovaquie - 3 : 0      |            |              |                 |                               |                                        |               |          |
| 23                                                                             | 19/05/1980 | Berlin       | Terre (ext.)    | Rosie Casals Kathy Jordan     | Iva Budařová Renáta Tomanová           | 6-3, 6-0      | Parcours |
|                                                                                |            |              |                 |                               |                                        |               |          |
| 1980 - Finale (groupe mondial) - États-Unis - Australie - 3 : 0                |            |              |                 |                               |                                        |               |          |
| 24                                                                             | 19/05/1980 | Berlin       | Terre (ext.)    | Rosie Casals Kathy Jordan     | Dianne Fromholtz Susan Leo             | 2-6, 6-4, 6-4 | Parcours |
|                                                                                |            |              |                 |                               |                                        |               |          |
| 1981 - 1er tour (groupe mondial) - États-Unis - Corée du Sud - 3 : 0           |            |              |                 |                               |                                        |               |          |
| 25                                                                             | 09/11/1981 | Tokyo        | Terre (ext.)    | Rosie Casals Kathy Jordan     | Kim Soo-ok Duk-Hee Lee                 | 6-2, 6-2      | Parcours |
|                                                                                |            |              |                 |                               |                                        |               |          |
| 1981 - 2e tour (groupe mondial) - États-Unis - Espagne - 3 : 0                 |            |              |                 |                               |                                        |               |          |
| 26                                                                             | 09/11/1981 | Tokyo        | Terre (ext.)    | Rosie Casals Kathy Jordan     | Baldovinos-Cibeira Carmen Perea-Alcala | 6-0, 6-3      | Parcours |
|                                                                                |            |              |                 |                               |                                        |               |          |
| 1981 - 1/4 de finale (groupe mondial) - États-Unis - Roumanie - 3 : 0          |            |              |                 |                               |                                        |               |          |
| 27                                                                             | 09/11/1981 | Tokyo        | Terre (ext.)    | Rosie Casals Kathy Jordan     | Florenta Mihai Virginia Ruzici         | 6-4, 6-1      | Parcours |
|                                                                                |            |              |                 |                               |                                        |               |          |
| 1981 - 1/2 finale (groupe mondial) - États-Unis - Suisse - 3 : 0               |            |              |                 |                               |                                        |               |          |
| 28                                                                             | 09/11/1981 | Tokyo        | Terre (ext.)    | Rosie Casals Kathy Jordan     | Petra Delhees C. Jolissaint            | 6-7, 6-3, 6-4 | Parcours |
|                                                                                |            |              |                 |                               |                                        |               |          |
| 1981 - Finale (groupe mondial) - États-Unis - Grande-Bretagne - 3 : 0          |            |              |                 |                               |                                        |               |          |
| 29                                                                             | 09/11/1981 | Tokyo        | Terre (ext.)    | Rosie Casals Kathy Jordan     | Virginia Wade Jo Durie                 | 6-4, 7-5      | Parcours |

## Classements WTA en fin de saison
| Année          | 1983 | 1984 | 1985 | 1986 | 1987 | 1988 | 1989 | 1990 |
| Rang en simple | 58   | 172  | 183  | 186  | –    | 554  | –    | –    |
| Rang en double | –    | –    | –    | –    | 282  | 48   | 94   | 141  |

Source : (en) Classements de Rosie Casals sur le site officiel de la Fédération internationale de tennis
Source : (en) « Classements de Rosie Casals », sur le site officiel du WTA Tour